# Episodi di Revenge (terza stagione)
La terza stagione della serie televisiva Revenge, composta da 22 episodi, è stata trasmessa dal 29 settembre 2013 all'11 maggio 2014 sul canale statunitense ABC.
In Italia la stagione è andata in onda in prima visione satellitare 28 gennaio al 24 giugno 2014 su Fox Life, canale a pagamento della piattaforma Sky.
| nº | Titolo originale | Titolo italiano     | Prima TV USA      | Prima TV Italia  |
| -- | ---------------- | ------------------- | ----------------- | ---------------- |
| 1  | Fear             | Paura               | 29 settembre 2013 | 28 gennaio 2014  |
| 2  | Sin              | Il peccato          | 6 ottobre 2013    | 4 febbraio 2014  |
| 3  | Confession       | Confessione         | 13 ottobre 2013   | 11 febbraio 2014 |
| 4  | Mercy            | Pietà               | 20 ottobre 2013   | 18 febbraio 2014 |
| 5  | Control          | Controllo           | 27 ottobre 2013   | 25 febbraio 2014 |
| 6  | Dissolution      | Dissoluzione        | 3 novembre 2013   | 4 marzo 2014     |
| 7  | Resurgence       | Rinascita           | 10 novembre 2013  | 11 marzo 2014    |
| 8  | Secrecy          | Segreti             | 17 novembre 2013  | 18 marzo 2014    |
| 9  | Surrender        | La resa             | 8 dicembre 2013   | 25 marzo 2014    |
| 10 | Exodus           | Esodo               | 15 dicembre 2013  | 1º aprile 2014   |
| 11 | Homecoming       | Ritorno a casa      | 5 gennaio 2014    | 8 aprile 2014    |
| 12 | Endurance        | Nella tana del lupo | 12 gennaio 2014   | 15 aprile 2014   |
| 13 | Hatred           | Odio                | 19 gennaio 2014   | 22 aprile 2014   |
| 14 | Payback          | Vendetta            | 9 marzo 2014      | 29 aprile 2014   |
| 15 | Struggle         | Lotta               | 16 marzo 2014     | 6 maggio 2014    |
| 16 | Disgrace         | Cadere in disgrazia | 23 marzo 2014     | 13 maggio 2014   |
| 17 | Addiction        | Dipendenza          | 30 marzo 2014     | 20 maggio 2014   |
| 18 | Blood            | Sangue              | 6 aprile 2014     | 27 maggio 2014   |
| 19 | Allegiance       | Alleanza            | 13 aprile 2014    | 3 giugno 2014    |
| 20 | Revolution       | Rivoluzione         | 27 aprile 2014    | 10 giugno 2014   |
| 21 | Impetus          | Impeto              | 4 maggio 2014     | 17 giugno 2014   |
| 22 | Execution        | Esecuzione          | 11 maggio 2014    | 24 giugno 2014   |

## Paura
- Titolo originale: Fear
- Diretto da: Kenneth Fink
- Scritto da: Sunil Nayar

Emily è in uno yacht con un bicchiere di vino in mano. Chiede scusa a qualcuno e quel qualcuno le spara e lei finisce in mare. DUE MESI PRIMA: Emily e Daniel sono a bordo piscina, parlando del futuro matrimonio e di come Victoria sia scomparsa da 6 mesi e non si sappia più nulla di lei. Infatti, lei e il suo ritrovato figlio sono in un posto lontano per trascorrere del tempo insieme. Intanto, Charlotte torna da Parigi dopo non aver trovato casa e in questi 6 mesi non solo ha perso Declan, ma ha anche perso il bambino. Nolan è uscito di prigione perché, grazie al virus installato su CARRION, tutti i membri dell'Initiative sono stati trovati e lui scagionato. Emily gli racconta tutto. Jack, invece, dopo la morte di Declan ha chiuso il bar ed è partito con Carl. Emily regala a Nolan una casa e gli preannuncia le sue mosse per il Memorial Day dei Grayson del giorno dopo. Amanda Clarke/Emily Thorne è tornata... Daniel cerca lavoro e il padre gli propone il ruolo di vice-presidente in una ditta, dato che la Grayson Global non esiste più e la Nolcorp è finita nel baratro, ma Daniel non è interessato. Ashley torna da Emily per un patto: dato che quello con Conrad è naufragato, ora la ragazza chiede qualcosa ad Emily oppure rivelerà a tutti che la sera delle elezioni non era lì per salvare la vita di Conrad, ma quella di Jack ed è quindi ancora innamorata di lui. Innanzitutto le dice che ci sarà al party del Memorial Day e vuole che Emily la presenti a degli uomini potenti e ricchi, ma non è ancora finita. Daniel incontra la sua cara vecchia amica francese Margaux Le Marchal, che sarà presente anch'ella al party. Victoria torna negli Hamptons ed Emily le fa visita. Emily e Victoria parlano un po' riguardo ad Ashley, a Patrick e al Memorial Day. Anche Conrad torna a casa e annuncia a Victoria che l'indomani la Grayson Manor sarà in vendita. Anche Jack torna dalla vacanza, mentre Charlotte scopre che Patrick è suo fratello, ma lo ammonisce su quello che potrebbe fare lei o sua madre. Quando Emily va a parlare con Jack, lui si comporta con lei in modo distaccato ed indifferente, ma poi si baciano, anche se le chiederà di lasciare in pace lui e suo figlio. Patrick vuole tornare in città e Victoria lo lascia, a malincuore. Al party del Memorial Day, Ashley si presenta come predetto e Emily le presenta il dottor Jorge Velèz. Nolan fa un'entrata di scena molto particolare, atterrando con un paracadute, in realtà per darle i medicinali da somministrare a Conrad. Emily presenta al pubblico il ritratto di Conrad. Quando tocca a Conrad parlare, si sente male (Emily gli ha messo dei medicinali nella bottiglietta d'acqua) e perde i sensi davanti a tutti. Emily riesce a falsificare i risultati degli esami e fa credere a Conrad di essere affetto dalla Malattia di Huntington, una malattia che riduce le capacità motorie e psichiche. Daniel cerca di nascondere la malattia alla stampa, ma Margaux gli dice che ormai tutti sanno della malattia, grazie a dei messaggi. Ora che la malattia di Conrad è di pubblico dominio, lui sarà costretto a dimettersi. Emily fa cadere le colpe su Ashley. Emily, tornata a casa, trova Jack ad aspettarla che le ordina di sparire al termine dell'estate oppure racconterà la sua vera identità a tutti. Victoria ed Emily incontrano Ashley in aeroporto e le propongono un accordo: lei prenderà l'aereo per tornare da dove è venuta e loro insabbieranno le presunte cose che avrebbe fatto. Il tentato omicidio di Jack (quando Conrad mandò un messaggio dal telefono della ragazza a Jack per dirgli di incontrarsi alla Grayson Global), l'atto terroristico (quando Gregor Hoffmann piazzò la bomba nella Grayson Global) e altri reati dei quali lei sarebbe l'origine. Ashley accetta di andarsene e parte una volta per tutte. Emily chiede a Daniel di sposarsi l'8 agosto. Charlotte vuole andarsene via di casa perché pensa che la madre preferisca Patrick a lei e Daniel, mentre Conrad lascia l'idea di vendere la casa. Davanti al falò e al mare, Emily getta la foto di Ashley nel fuoco davanti a Nolan e i due brindano per la distruzione di Victoria, che avverrà l'8 di agosto, mentre Aiden torna da Victoria per proporle di liberarsi assieme di Emily...
- Guest star: Barry Sloane (Aiden Mathis), Ashley Madekwe (Ashley Davenport), Karine Vanasse (Margaux Le Marchal), Justin Hartley (Patrick Osbourne), Diogo Morgado (Jorge Velèz).

## Il peccato
- Titolo originale: Sin
- Diretto da: John Scott
- Scritto da: Joe Fazzio

Aiden e Victoria sono su una barca, lontani da occhi indiscreti, e Aiden racconta a Victoria che qualcosa potrebbe legare Emily al passato di Victoria e David Clarke, Victoria non si vuole fidare senza prove ed Aiden le promette che le farà avere le prove che desidera. Daniel pensa di voler aiutare Margaux nella riadattazione americana della rivista di suo padre, forse questo sarà il suo nuovo lavoro, più creativo del solito e Emily vuole stare al suo fianco. Charlotte vuole stare al fianco di Conrad per impedirgli di bere. Emily va a casa di Nolan per affidargli la scatola dell'Infinito e gli preannuncia che la prossima vittima della sua vendetta è Paul Whitley, l'incaricato di portare nuovi investitori alla Grayson Global, ma David scoprì che teneva riunioni segrete con coloro che lo hanno tradito e convinse gli indecisi a fare quello che fecero. Ora, però, Paul Whitley è un sacerdote. Emily e Daniel vanno da lui per il voto. Jack ha riaperto lo Stowaway, mentre il pastore Whitley torna alla Grayson Manor, per annunciare a Victoria e Conrad che Daniel ed Emily sono passati da lui per chiedere di celebrare il loro matrimonio nella sua chiesa. Margaux, Daniel ed Emily cenano insieme e Daniel chiede a Margaux di entrare in affari con lei. Emily trova Charlotte nello stesso ristorante, e la ragazza le dice che non si fida più di lei perché la notizia del figlio di Victoria è arrivata fino all'orecchio di Ashley, quando invece Charlotte aveva parlato di Patrick solo ad Emily. Nolan chiede ad Emily di perdonare Paul, perché Paul è una specie di Madre Teresa del Bronx, ma Emily non vuole. Conrad vuole vendere alcuni quadri preziosi di Victoria all'asta, perché la stalla, lo yacht, la suite al South Fork Inn e la Ferrari stanno iniziando a costare parecchio per lui e anche perché ha rinunciato alla sua carriera. Daniel riesce a procurare tante cose vantaggiose a Margaux, ma lei vuole qualcos'altro da lui... Victoria porta dei muffin a Nolan e scopre che è Nolan l'acquirente dell'inestimabile quadro che ha venduto all'asta, inspiegabilmente. Durante una cena di famiglia, Victoria presenta a tutti Patrick, perché non vuole più tenerlo nascosto al mondo. Intanto Aiden entra abusivamente in casa di Emily, ma non trova quello che cercava, ovvero la scatola dell'Infinito, ma trova qualcos'altro. Patrick non è ben accetto in famiglia e attorno alla tavola tutti formulano frasi contro di lui a doppio senso, mentre Emily somministra a Conrad altri medicinali. Conrad rivela anche che fu Victoria a mandare Frank per dare i 5 000 000 $ a Patrick, nonostante non ricevette neanche un centesimo; Victoria si giustifica e prima di brindare, Conrad ha un altro collasso mentale. Emily va a far visita a Patrick, ma egli non le dà il benvenuto e le sbatte la porta in faccia. Charlotte si dà la colpa per la morte di Declan, ma Jack, morso dai sensi di colpa, vuole riverlarle qualcosa. Nolan mostra ad Emily una cassaforte dietro al quadro di Victoria, dove ha nascosto la scatola dell'Infinito, ma Emily si infuria con Nolan perché ha frugato tra la sua roba, leggendo uno dei diari dove David chiede ad Amanda di perdonare la gente che lo ha incastrato e la ragazza decide di continuare da sola. Anche Charlotte si infuria, ma con Conrad, perché Jack le ha rivelato che è lui dietro all'esplosione della Grayson Global e lui è dietro alla morte di Declan e decide di non aiutarlo più. Durante la messa, Emily mette una busta nella cesta delle lettere contenente delle foto del reverendo Whitley assieme ad una ragazza. Daniel torna da Margaux, dopo aver rifiutato di concedersi a lei, avendo intenzione di accettare il posto di lavoro, ma ad una condizione: la sede dovrà trovarsi a Montauk. Emily, vedendo con i suoi occhi quel che Paul ha fatto per i bimbi orfani e i senza tetto, si rende conto che Paul è davvero cambiato, ma troppo tardi perché la sua lettera è arrivata in mano al pastore Saunders. Aiden porta a Victoria, come promesso, le prove contro Emily, ovvero il contratto della casa di Nolan e le chiede di fare qualcosa per lui. Conrad si reca sorprendentemente in chiesa per parlare con Paul e scusarsi, ma trova Emily che gli dice che Paul Whitley è già andato via dalla Saint Frances per colpa dello scandalo. Conrad vorrebbe espiare i suoi peccati, ma ora che Paul è andato via, non crede ci sia qualcun altro disposto ad ascoltarlo. Emily torna da Nolan per dirgli che aveva ragione e per restituirgli le chiavi della cassaforte nascosta e per annunciargli che vuole rimediare, facendo in modo che Paul sproni Conrad a fare quello che lei non è riuscita a fare: confessare tutto...
- Guest star: Barry Sloane (Aiden Mathis), Justin Hartley (Patrick Osbourne), Karine Vanasse (Margaux Le Marchal), James LeGros (Paul Whitley), Richard Johnson (sé stesso), David Moses (reverendo Saunders).

## Confessione
- Titolo originale: Confession
- Diretto da: Matt Earl Beesley
- Scritto da: Sallie Patrick

Emily continua a stare vicina a Conrad, ma poi scambia i suoi medicinali, mentre Victoria invita Patrick a stare in casa loro. Aiden vuole aiutare Victoria a riappropriarsi dei loro beni, designando Emily come una truffatrice, e vuole uscire dall'ombra il più presto possibile e le rivela che lui ed Emily mantennero ancora la loro relazione nonostante Emily stesse ancora con Daniel. Intanto Nolan organizza i preparativi per l'inaugurazione della sua casa. Margaux vuole intervistare Nolan Ross e chiede a Daniel di prenotarle un posto nella lista degli invitati alla festa d'inaugurazione della casa di Nolan. Paul Whitley ritorna in seminario e, quando vuole farsi perdonare i suoi peccati, si ritrova Emily che gli dice di averlo perdonato. Emily gli rivela che è stata lei ad incastrarlo e sa tutto riguardo a David Clarke e gli chiede di persuadere Conrad a confessare. Quando Emily se ne va, gli lascia una busta con dentro un biglietto del treno e la foto delle persone coinvolte nel passato di David. Charlotte mostra a Margaux lo Stowaway e le presenta Jack e Margaux gli chiede di accompagnarlo alla festa d'inaugurazione. Victoria parla con Daniel riguardo ad Emily: il fatto di aver comprato lei la casa di Nolan e di essere andata a letto con Aiden quando era tornata con Daniel. Nolan incontra Patrick e lo invita alla festa. Daniel fa i conti con Emily. Charlotte vuole aiutare Jack, facendogli fare un vestito per l'inaugurazione. Victoria scopre che anche Patrick andrà alla festa e gli consiglia di stare lontano da Nolan Ross ed Emily Thorne. Intanto Emily fa un'ultima visita a Conrad. Paul torna da Conrad. La festa d'inaugurazione comincia, Margaux propone a Nolan un'intervista. Paul cerca di convincere Conrad a confessare le sue malefatte alle autorità e riscattare il nome di David per restituire a Charlotte la memoria del padre. Facendo il bagno insieme in piscina, Margaux e Jack si avvicinano molto, ma chissà se c'è qualcosa dietro... Emily è abbastanza gelosa. Alla festa, Aiden fa la sua entrée a braccetto con Victoria, e va assieme ad Emily in un posto appartato dove poter litigare. Presa dalle parole, Emily dice ad Aiden che i Grayson sono al verde, e tutti gli invitati la sentono. Il ritorno di Aiden complica anche la relazione tra Emily e Daniel. Finita la festa, arriva Patrick, un po' in ritardo. Emily, tornata a casa, chiama Paul che le dice che se Conrad non confesserà i suoi peccati, lo farà lui al posto suo e le consiglia di voltare pagina e dimenticare quel che hanno fatto i Grayson. Tra Margaux e Daniel iniziano le liti quando quest'ultimo le dice che ha chiamato suo padre per annunciargli che Nolan Ross andrà in prima pagina, e la minaccia di chiedere a tutti gli investitori di ritirarsi, e anche Margaux lo minaccia di dire a tutti quello che è successo tra loro due. Emily va da Jack per ringraziarlo di aver accolto Charlotte, sua sorella, e gli dice che Conrad è vicino al consegnarsi alle autorità. Aiden e Victoria si incontrano un'altra volta e Aiden dice alla donna che, da quanto è risalito il suo contatto, non è Emily quella che possiede i soldi dei Grayson, ma Victoria lo ferma prima che se ne vada per convincerlo a continuare a turbare Emily e smascherarla una volta per tutte. Daniel installa un allarme a casa perché ha paura di Aiden. Conrad vuole cominciare una nuova vita, andando a confessare tutto prima di morire. Victoria non accetta, assolutamente, e inizia a gettargli contro dei vasi e quando arriva Paul, gli dà la colpa, poi dice a Conrad che salire su quella macchina sarà l'ultima cosa che farà. Aiden va da Emily per dirle che Victoria ha abboccato...infatti era tutta una loro macchinazione per incuriosire la donna su quel conto! Nella strada del ritorno a casa, trova la macchina di Padre Paul in fiamme in mezzo alla strada e il corpo di quest'ultimo che giace sul marciapiede. Quando cerca di risvegliare Padre Paul, dal nulla esce Conrad tutto ferito ed insanguinato...
- Guest star: Barry Sloane (Aiden Mathis), Karine Vanasse (Margaux LeMarchal), Justin Hartley (Patrick Osbourne), James LeGros (Paul Whitley), Jim Jansen (Monk), Nick Heyman (cameriere).

## Pietà
- Titolo originale: Mercy
- Diretto da: J.Miller Tobin
- Scritto da: Karin Gist

Paul e Conrad vengono portati direttamente in ospedale. Patrick propone a Victoria di vendere la sua collezione e di fuggire insieme dagli Hamptons, ma la madre non vuole abbandonare Daniel e Charlotte, i suoi figli. In ospedale, Padre Paul muore per arresto cardiaco, mentre Conrad sta meglio e quando Emily gli fa visita assieme a Daniel e Victoria, lui rivela loro che era Paul alla guida. Conrad pensa che Emily sia il suo angelo custode, ma non sa che la ragazza brucia dentro come una furia per il suo fallimento. Emily vuole ritrovare l'auto di Conrad per provare che era quest'ultimo alla guida, ma Nolan, come detto, ha fatto la sua pausa con l'informatica, allora Emily non fa altro che affidarsi ad Aiden e chiedergli di prestare attenzione alle parole di Conrad. Victoria torna dalla sua amica Sheila, la gestore dell'unica pinacoteca degli Hamptons, per chiedere un impiego e Sheila vuole anche organizzare una festa per celebrare la rinascita della "nuova" Victoria. Emily, andando da Daniel per lasciare la sua deposizione sull'incidente di Paul e Conrad, scopre che Daniel stesso ha ingaggiato un detective e gli ha fatto la deposizione al posto di Emily e così se ne va arrabbiata, ma subito dopo trova l'occasione di riscatto quando una dipendente di Voulez, la rivista di Margaux, le chiede di rilasciare una piccola dichiarazione sulla vita privata di Daniel... Nolan, dopo aver parlato con Patrick, gli ruba il portafoglio. Conrad torna subito dall'ospedale a casa, quasi illeso, e si ritrova Aiden in casa, che richiama poco dopo Emily per avvisarla che l'auto di Conrad si trova in un deposito e che probabilmente anche Daniel è coinvolto. Quando Emily va da Jack, le chiede di aiutarla a vendicarsi ma lei non vuole. Ma Jack non demorde. Daniel scopre che Emily ha deposto una dichiarazione e la prende male, e litiga con Emily. Nolan riprende in mano il potere della tecnologia, promettendosi di smettere presto, semplicemente per indagare su Patrick. Patrick, subdolamente, vuole vendere il pezzo più costoso della collezione d'arte di Victoria per procurarsi dei soldi ed andare via dagli Hamptons e Sheila glielo permette, dopo essere stata minacciata di dire a tutti che compra quadri preziosi per rivenderli a persone importanti e facoltose. Emily entra di soppiatto la notte nel deposito, ma poi trova Jack. Tutti e due insieme, riescono a capire che era Conrad alla guida e fece aprire l'air-bag prima di far schiantare la vettura contro il lampione, ma subito dopo la macchina viene portata via per essere rottamata. Jack, allora, dà un ultimatum ad Emily: o svelare la sua vera identità e tutto quello che ha fatto, oppure svelare un'altra verità. Il giorno seguente, Emily va da Nolan, che prepara le sue valigie per recarsi in Florida, per mostrargli le prove. Alla festa che ha dato Sheila per dare il benvenuto a Victoria va anche Emily, ma Victoria non la prende bene, invitandola ad andarsene quando vuole. Daniel riesce a scagionare Conrad e vuole anch'egli andare alla festa di Sheila per incontrare Emily e risolvere i problemi, poi chiede al padre come sono andate veramente le cose quella notte: Conrad aveva fatto una curva troppo veloce e confuso frizione con freno. Prima di andare, Daniel ricorda al padre che l'ha salvato non per il suo bene, ma per costruirsi un nome e una reputazione propria e togliersi dalle spalle i peccati della famiglia Grayson. Nolan, intanto, si trova a Jacksonville, per incontrare una ragazza, l'ex moglie di Patrick, e la paga per dargli più dettagli sul carattere di Patrick e il suo passato. Victoria, dopo aver visto come Sheila la tratti in malo modo, si decide a dirle che sa della compravendita che ha fatto del suo quadro e Sheila, per coprirsi da questo reato, le dice che è stato Patrick in persona a portarle il quadro. Victoria, per vendicarsi del torto subito da Sheila, le dice che quella festa di benvenuto si trasformerà subito in una festa d'addio, l'addio di Sheila, e che quest'ultima dovrà annunciare a tutti la nuova proprietaria della galleria: Victoria Grayson. La sera stessa, Patrick la va a prendere in macchina per complimentarsi a vicenda della riuscita del loro piano per cacciare via Sheila e impadronirsi della sua galleria. Emily va da Jack per chiedergli cosa ha fatto con la macchina di Conrad e l'uomo le rivela qualcosa di sconcertante, cioè che è vero che Conrad era alla guida, ma è anche vero che nel serbatoio c'era un foro, che non si è creato con l'impatto: quindi, qualcuno aveva manomesso i freni. Emily, passata alla dépendance, chiede ad Aiden se non è stato lui a tagliare i freni, essendo Aiden un uomo impulsivo e sempre avventato, ma non è stato lui. Solo dopo, Emily va a casa Grayson, dove trova anche Daniel e Victoria riuniti per aspettare l'arrivo di Conrad, che dovrebbe dir loro qualcosa di estremamente importante. Quello che Conrad doveva dire è che era stato chiamato dall'ospedale per fare una risonanza magnetica; dalla diagnosi si è capito che Conrad non è affetto dall'Huntigton. Il piano di Emily è fallito e ora Conrad vuole riprendere in mano le redini della famiglia Grayson. Daniel, in seguito, dice ad Emily che non vuole tornare a casa, ma si fermerà ancora al South Fork Inn. Intanto Nolan e Patrick parlano su quello che il primo ha scoperto sul secondo, e si baciano. Emily torna da Jack per ammonirlo di tornare di nuovo alla sua vita, di tornare a suo figlio Carl. Conrad parla con Victoria perché cacci via Aiden, ma la donna gli spiega che l'uomo è un punto forte per fare in modo che Emily non sposi loro figlio. Poco dopo, si presenta da loro Aiden che dice di aver scoperto che i freni della macchina furono manomessi e da Jack Porter...
Guest star: Barry Sloane (Aiden Mathis), Justin Hartley (Patrick Osbourne), James LeGros (Padre Paul Whitley), Kathleen York (Sheila Lurie), Conor Leslie (Bianca), Brianna Brown (Lacey Osbourne), Jack Merrill (Detective March), Victoria Park (Anna), Kavita Patil (Lucinda Martin), Coley Speaks (Paramedico), Tiffany Jeneen (Infermiera), Tom Virtue (Dottore)

## Dissoluzione
- Titolo originale: Dissolution
- Diretto da: Bobby Roth
- Scritto da. Gretchen J.Berg, Aaron Harberts

Emily si sveglia presto per andare a casa di Nolan. Arrivata, trova tutta la casa sottosopra e pensa che qualcuno abbia fatto qualcosa a Nolan e intravede Patrick in giardino fuori. Quando trova Nolan in vasca da bagno a rilassarsi, lo avvisa che è meglio che finisca la relazione con Patrick perché a detta sua il ragazzo è un criminale. Tutta la famiglia viene convocata da Victoria a colazione per discutere delle imminenti nozze. Anche Jack ora vuole liberarsi di Patrick. A colazione, Conrad avvisa tutti che casa Grayson verrà venduta ad un principe saudita e Emily cerca di comprare la casa per non compromettere i suoi piani; per lei l'unica opzione è convincere Morgan, l'agente immobiliare, e il ricco principe saudita che la casa non ha alcun valore. Patrick e Victoria si ritrovano in galleria per parlare: gli dice che sa che lui ha tentato di uccidere Conrad ma lo perdona per il suo gesto. Proprio quando Daniel va per ritirare la torta di Jack come commissionatogli dalla sorella, incontra la sua vecchia fiamma Sarah, in piedi ma ancora addolorata per quel che le fece Daniel anni addietro. Daniel scopre che l'accordo che aveva avuto Sarah con i suoi genitori per la copertura delle spese ospedaliere a carico loro era falso, e quindi ora deve lavorare duramente per pagare le cure. Patrick dice esplicitamente a Nolan che vuole stare con lui e Nolan si lascia andare. Daniel, afflitto dai sensi di colpa, va a cercare l'accordo per leggerlo e allora Charlotte chiama la direttrice della pasticceria per denunciare il comportamento scortese di Sarah. Conrad si rende conto che Morgan ci prova con lui, ma non cede e Victoria, per accertarsi che Conrad e Morgan non vogliano nascondere i profitti della casa, incarica Aiden di compiere una piccola ricerca per lei. Emily riesce a mantenere Daniel lontano da casa per lavorare con Aiden, ma finiscono per fare l'amore. Nolan confida a Jack che si vede con Patrick e anche Jack vuole separarlo dal ragazzo e in seguito Nolan, ormai stufo, gli rivela che anche lui sa che Emily Thorne è Amanda Clarke. Morgan, che fotografa la spiaggia privata di Conrad per l'acquirente di casa Grayson, va da Emily per chiederle di cessare il baccano che stanno facendo gli operai sui dintorni di casa sua. Emily le spiega che le fondamenta della casa stanno traballando a causa del terreno poco stabile: fa parte del suo piano per convincere Morgan a non vendere la casa, e ci riesce. Jack ritorna da Nolan per fare la pace e gli chiede di allontanare al più presto Patrick per proteggere Charlotte. Per colpa di Charlotte, Sarah è stata licenziata e va il giorno dopo per metterla contro Emily e far ricadere tutte le colpe su di lei, per contro le offre un impiego come cuoca allo Stowaway. Morgan va infuriata da Conrad per dirgli che la vendita è bloccata a causa dell'erosione del litorale e se continueranno con la vendita, Conrad e Victoria andranno in prigione per frode; Conrad minaccia Morgan di licenziarla e assumere un'altra agente immobiliare, ma lei stessa lo minaccia di allontanare tutti gli agenti immobiliari newyorkesi dalla sua casa. Victoria, ora, vuole lasciare la casa e tutto il resto e, siccome la casa non vale niente, non ci sarà nessuna lotta per il divorzio. Purtroppo Emily vuole il contrario, vuole che Victoria resti e sa già come fare. Jack discute con Conrad sulla sicurezza di Charlotte. La sera, durante la festa allo Stowaway, Charlotte dice a Daniel di aver assunto Sarah. Emily si ritrova di nuovo nei guai quando viene a sapere che l'unica persona che poteva lasciare Victoria negli Hamptons, Patrick, è sicuramente stato cacciato via di casa perché Jack è andato a dire a Conrad che è stato lui a sabotare i freni della sua macchina, e le dice anche che lui ha detto a Jack che sapeva tutto su Emily Thorne. Aiden conduce Victoria in un magazzino, dove sono custoditi un sacco di lingotti d'oro che gli appartengono, il loro patrimonio perduto. Victoria va infuriata da Conrad, ma anche lui ha una notizia per lei, ovvero che sa quel che Patrick ha fatto, allora lo supplica di non fargli niente. Conrad ha già mandato i suoi uomini da Patrick Osbourne. Daniel cerca di farsi perdonare da Sarah. Victoria è pronta per dire addio a Patrick e gli lascia una borsa con i biglietti aerei per Filadelfia, alcuni contanti e il contatto telefonico di una persona che le deve un favore. Emily torna a casa di Nolan per chiedergli il perdono e dice anche a lui e Jack che dopo il matrimonio, se ne andrà via per sempre e rivela loro anche il piano dell'8 agosto: Victoria Grayson sarà accusata dell'omicidio di Emily Thorne...
- Guest star: Barry Sloane (Aiden Mathis), Justin Hartley (Patrick Osbourne), Annabelle Stephenson (Sarah Munello), Gloria Votsis (Morgan Holt).

## Rinascita
- Titolo originale: Resurgence
- Diretto da: John Scott
- Scritto da: Cristopher Fife

Aiden ed Emily, nel cuore della notte, vanno in mare con un gommone per immergere in acqua una valigetta dal contenuto misterioso. Victoria scrive una lettera per Patrick, mentre Conrad ha ingaggiato un'esperta di pubbliche relazioni, Bizzy Preston, per rimettere in auge il nome della famiglia Greyson. Bizzy ha in mente di riscrivere la storia della famiglia pubblicizzando la loro festa del 4 luglio. Emily va da Nolan e quest'ultimo le racconta un fatto facente parte della sua vita passata: lui si vedeva con un ragazzo, però allo stesso tempo si innamorò di sua sorella, che gli teneva nascosto di essere già sposata. Per colpa di Bizzy, il mondo venne a sapere che Nolan era gay. Alcuni giorni dopo, suo padre volle venire da lui a New York per visitare lui e la Nolcorp, ma leggendo l'articolo di Bizzy, annullò il volo e non gli parlò mai più, fino alla sua morte. Perciò, vuole ora vendicarsi di Bizzy. Ma Emily ha un'altra idea: prima di farla soffrire, Bizzy servirà loro due per ingannare Victoria e vuole fornirle qualche informazione, dato che lei con le info può diventare letale e pericolosa. Daniel chiede a Sarah di preparare loro la torta nuziale, ma non vuole. Bizzy dice ad Emily che un blogger l'ha contattata affermando di riuscire a provare che Emily era già stata sposata e la ragazza le racconta tutto. Victoria ordina ad Aiden di ritornare nella vita di Emily, e soprattutto nel suo letto. Il fatto del blogger era in realtà solo un escamotage di Emily perché Bizzy potesse venire a sapere una notizia falsa su di lei e spargerla e Nolan non ha intenzione di abbandonare i suoi intenti di vendetta. Jack e Margaux stanno quasi per fare l'amore, ma Jack la ferma, pertanto Margaux se ne va via. Emily accetta di stare al gioco di Victoria con Aiden, ma alle sue condizioni. Sarah ha deciso di accettare la proposta di Daniel. Conrad vuole farsi pubblicità tramite il giornale di Margaux, e lei gli propone di rovistare un po' negli archivi e nei documenti per far uscire fuori qualcosa sul suo passato. Durante un pranzo tra Bizzy, Emily e Victoria, dopo l'intervento di Aiden che si è portato via Emily, viene fuori la notizia del vecchio matrimonio di Emily, ma Aiden ha messo un registratore vocale sulla sedia di Emily per ascoltare la conversazione tra Bizzy e Victoria, mentre lui, Emily e Nolan stanno ad ascoltare in macchina. La festa per pubblicizzare la festa del 4 luglio ha inizio: Bizzy ha le orecchie sporte per sapere dove si trovi l'ex marito di Emily, Charlotte porta Sarah da Victoria. Sarah non è ben accetta da Victoria, che rimprovera Charlotte per il suo gesto, allora la figlia le spiega il suo piano, ovvero quello di riavvicinare Sarah e Daniel per allontanare Emily da suo fratello. Victoria è molto felice per questa opportunità. Nolan e Bizzy si rincontrano e Bizzy gli presenta suo marito Jeff. Si scopre perché Jack non sia ancora pronto ad iniziare una relazione con Margaux: pensa ancora tristemente ad Amanda. Bizzy non trova più i suoi occhiali e allora Nolan le presta i suoi, che in realtà sono occhiali speciali perché contengono delle microcamere incorporate nelle lenti; quindi Bizzy digita la password del telefono con gli occhiali speciali di Nolan, e questo gli servirà per procedere con la vendetta. Daniel, stranamente, non si ingelosisce perché Aiden sta vicino a Emily. Conrad decide di parlare del suo passato, come propostogli da Margaux e decide anche che la sua autobiografia verrà pubblicata da Margaux, perché lei ha anche una casa editrice. Jack e Margaux si ritrovano alla festa e l'uomo le chiede scusa e si baciano. Daniel e Sarah si ritrovano sotto i fuochi d'artificio e lui sta quasi per baciarla, ma Sarah si discosta. Nolan, grazie ai suoi occhiali, trova le informazioni che desiderava sul telefono di Bizzy, ma anche di più: dei messaggi erotici che si scambiavano lei e un certo Trevor e mostra tutto ad Emily. Jack e Margaux sono pronti per fare l'amore. Ormai Victoria ha notato che Daniel non è più tanto scosso dal riavvicinamento di Aiden ed Emily, così prepara le valigie di Aiden e lo caccia fuori da Grayson Manor. Aiden dice tutto ad Emily, che gli dice di allontanarsi per un po', fin quando non si sarà concluso il suo piano. Margaux e Jack hanno passato la notte felicemente insieme e scopre che Margaux e Conrad pianificano per la produzione del libro autobiografico di Conrad. Nolan dice esplicitamente a Bizzy che vuole vendicarsi di lei: le dice che ha mandato delle mail a tutti i suoi clienti facendo credere a loro di essere Bizzy che dice di non essere in grado di coprire tutti i loro "peccati", distruggendo la sua carriera. Nolan dice che Bizzy è ora in pugno e che la richiamerà ogni volta che avrà bisogno di lei, altrimenti farà trapelare la sua relazione clandestina con Trevor. Bizzy lo supplica di non allontanarla da Jeff, allora Nolan le dà una chance: deve chiudere la sua relazione con Trevor, subito, e tornare da suo marito Jeff, oppure gli dirà tutta la verità. Bizzy chiede scusa a Nolan. Victoria fa visita a Sarah e le propone di allearsi per eliminare Emily. Emily va da Nolan per ringraziarlo sorprendentemente della sua amicizia e Nolan le fa vedere una cosa sconvolgente sul tablet: la sera passata i suoi occhiali nel taschino non erano stati disattivati e quindi avevano continuato a registrare, soprattutto il momento del quasi bacio tra Sarah e Daniel. Perciò Emily si promette di assicurarsi che il loro ritorno di fiamma non abbia futuro... 
- Guest star: Barry Sloane (Aiden Mathis), Karine Vanasse (Margaux LeMarchal), Annabelle Stephenson (Sarah Munello), Ana Ortiz (Bizzy Preston), Brendan Ford (Jeff Preston)

## Segreti
- Titolo originale: Secrecy
- Diretto da: Colin Bucksey
- Scritto da: JaSheika Ashel James, Sallie Patrick

Estate 2010: Daniel e Sarah fanno l'amore in spiaggia. Daniel sta ancora pensando a Sarah e si allontana sempre più da Emily. Victoria sta organizzando una festa prematrimoniale, una variante all'addio al nubilato, e prepara anche una delle sue "piccole" sorpresine. Jack avvisa Nolan sulla gravità dei nuovi affari tra Margaux e Conrad (potrebbe sapere qualcosa anche sul passato del ragazzo). Nolan avrà un nuovo coinquilino, Aiden Mathis. Daniel segue Sarah al mercato e le dice che non riesce più a non pensare a lei, ma Sarah non vuole fare questo a Emily e subito dopo, incontra quest'ultima. Emily e Sarah parlano insieme, ed Emily fa finta di essere affranta per aver scoperto la relazione tra Sarah e Daniel. Conrad dice a Margaux che ha già firmato il contratto di edizione con un'altra casa editrice. Conrad si rende conto della relazione tra suo figlio e Sarah. Charlotte è felice per la nuova storia tra Jack e Margaux. Mentre parla con Jack, Charlotte riceve un misterioso messaggio sul computer. Aiden riceve un messaggio da Charlotte, che vuole parlargli di qualcosa. Victoria vuole ancora sfruttare Sarah per rompere il matrimonio tra suo figlio ed Emily, ma Sarah non accetta di fare una cosa del genere, ma le concede di dimostrarle che Emily non è così tanto buona e innocente. Conrad porta Daniel per il suo rito di iniziazione in un luogo di sua proprietà che aveva nascosto a loro da tempo. Conrad dà le chiavi di quel luogo, nascosto da tempo da suo padre e dal padre di suo padre alle signore Grayson, al figlio e gli dice che caso mai volesse fare una scappatella con qualche donna, quell'appartamento sarebbe stato l'ideale. Emily controlla il telefono di Sarah per accertarsi che il suo piano di allontanarla da Daniel e Victoria abbia funzionato, mentre sceglie quale regalo di matrimonio fare a Daniel. Nolan le fa vedere un orologio da polso, per lei, il quale ha un piccolo pulsante che innesca un allarme a distanza caso mai ci fosse un'emergenza. Aiden torna allo Stowaway e Jack non gli dà il benvenuto. Charlotte chiede ad Aiden di proteggerla da un malfattore che la perseguita da quando era in Europa e gli racconta perché: quando era in Belgio stava con un ragazzo, un fotografo, che un giorno le scattò delle foto artistiche nuda; ma il cellulare di Charlotte, che conteneva le foto, fu poi rubato da un balordo interessato ai soldi della famiglia di Charlotte, che da quel giorno iniziò a minacciarla. Il balordo vuole 40000 $ per le foto, allora Aiden accetta di proteggerla, a condizione di non dire niente ai genitori della ragazza. Emily dà il suo regalo a Daniel nella loro festa pre-matrimoniale e Victoria dice loro che ha assunto Sarah per gestire la festa! Charlotte riceve un bigliettino da Aiden che le ordina di recarsi allo Stowaway. Sarah è lì solo a causa della promessa di Victoria. Il malfattore di Charlotte incontra Aiden e lo picchia; dopo aver rubato il telefonino di Charlotte dalla tasca del ladro, glielo ridà. Victoria indice un divertente gioco della memoria, grazie al quale Daniel e il suo vecchio amico della squadra di Lacrosse James Dennis si reincontrano. Anche Emily partecipa al gioco, ma Victoria le riserva una sorpresina: il ritorno del suo ricco ex marito Rohan. Emily spiega a Daniel che il suo matrimonio era solo di convenienza, perché Rohan stava per essere rimpatriato quando si innamorò di Benny, un ragazzo omosessuale come lui. Victoria rimane un'altra volta senza assi nelle maniche. Sarah se ne va via dopo essersi resa conto che Victoria non ha nessuna verità per incolpare Emily di essere falsa e manipolatrice, mentre Emily origlia. Rohan, in realtà, è un vecchio amico di Takeda che si è dato disposto ad aiutare la ragazza a continuare il suo piano. Si viene a sapere che Rohan si stava addestrando con Takeda quando venne Emily, e fu lui che terminò i piani di vendetta di Takeda, ma comunque è stato davvero aiutato da Emily a trovare la felicità e l'amore ed era veramente suo marito. Emily continua ad accumulare prove per incolpare alla fine Victoria, per esempio alla festa tutti hanno notato come Victoria Grayson cerchi disperatamente di rovinare il loro matrimonio. Sarah viene accolta da Daniel nell'appartamento regalatogli da Conrad, ma è venuta solo per dirgli che non farà la torta e per dirgli addio, e gli rivela anche i tentativi di Victoria di separare lui ed Emily. Ma ora Daniel non vuole più sposare Emily prendendo come scusa la storia del suo ex marito Rohan. I due finiscono per baciarsi, ma gli chiede lo stesso di parlare con Emily. Victoria dà un bigliettino ad Emily rivelandole che quel bigliettino veniva passato da una signora Grayson all'altra, perché sapevano che i loro mariti si illudevano di poter loro tenere nascosta l'ubicazione dell'appartamento segreto della famiglia Grayson, proprio quello che Conrad mostrò a Daniel. Chiamando il maggiordomo della dimora segreta, scopre che lì si trovano Sarah e Daniel. Jack va a fare visita a Emily per parlarle di Charlotte: le dice che un malfattore aveva rubato il telefono di sua sorella per ricattarla, e anche che Aiden aveva pestato quell'uomo nel suo bar per recuperare il cellulare. Le chiede che relazione ha avuto con Aiden e chi sia davvero. Aiden, per aiutare Emily nei suoi piani, ha rubato l'indirizzo IP del computer di Charlotte, il codice WiFi e il numero della carta di credito della madre per dare maggiori prove false sugli intenti di Victoria di uccidere Emily, aprendo un sito di compravendita di pistole sul computer di Charlotte. Aiden, però, chiede anche una cosa a Nolan, che dovrà rimanere fra loro. Daniel va a parlare con Emily, ma quest'ultima gli dona un regalo e gli rivela di averli seguiti al mercato. Ma gli dice anche un'altra cosa: è incinta. Jack, intanto, chiama Margaux che gli dice di avere un incontro con una persona che vuole scrivere un libro a parte su Conrad. Quella persona, però, è niente di meno che Lydia Davis...
- Guest star: Barry Sloane (Aiden Mathis), Karine Vanasse ( Margaux LeMarchal), Annabelle Stephenson (Sarah Munello), Amber Valletta (Lydia Davis), Anil Kumar (Rohan Kamath), Alex Solowitz (malfattore di Charlotte), Robert Mitchell (James Dennis), Julian Barnes (Maggiordomo Anderson), Gregory Zarian (Benny Kamath), Matt McAbee (cameriere).

## La resa
- Titolo originale: Surrunder
- Diretto da: Jennifer Getzinger
- Scritto da: Joe Fazzio

Emily e Daniel sono intenti a fare il servizio fotografico per il matrimonio. Daniel ha chiesto però ad Emily di mantenere segreta la falsa gravidanza. Margaux concede una suite a Lydia, creduta morta nell'esplosione dell'aereo al termine della prima stagione, ma le ordina di non farsi vedere in pubblico per scrivere il libro; ormai Lydia le ha già raccontato tutto su Nolan Ross e sul complotto per incastrare David Clarke, ma Margaux, essendo una giornalista piuttosto scettica, le chiede anche di darle una lista dei nomi di quelli che sono stati legati alla cospirazione. Victoria ancora non sopporta che suo figlio si sposi con Emily e pertanto continua a confidare su Sarah. Questa va da Daniel per chiedergli di scegliere: o lei o Emily. Aiden, intanto, ha fatto qualcosa che non rientra nei piani di Emily, con Nolan. Mentre Emily e Victoria discutono del matrimonio, Emily nota i vestiti strappati di Victoria cadere giù dal balcone e quando salgono nel piano di sopra, rimangono esterrefatte dallo scoprire che Lydia Davis è ancora viva! Emily scopre che è stata Victoria a proteggere Lydia dalla morte per pietà, e avevano anche un accordo. Jack va a trovare Margaux in ufficio e trova la cartella di Conrad. Sarah, invece, ringrazia Charlotte e prende le sue dimissioni, ma la ragazza non glielo permette. Dopo che anche Daniel viene a sapere del ritorno di Lydia, la donna si congeda, non prima di aver spinto Emily per terra: l'ostilità si è riaccesa tra loro due. Victoria non capisce perché Daniel si preoccupi così tanto della caduta di Emily, ma Daniel le dice che è incinta e non crede alle sue orecchie. Victoria dice anche a Conrad che Emily è gravida, ma non si fida di lei. Emily chiede ad Aiden di scoprire se Lydia stia bramando vendetta, per avere il tempo di fermarla. Daniel si confida con Charlotte su Sarah ed Emily. Jack chiede a Nolan di entrare nel computer di Margaux per sapere cosa stia scrivendo e gli dà il suo indirizzo IP. Daniel ed Emily, dirigendosi dal dottore, vengono travolti da un'ondata di paparazzi, quindi Daniel, tornato a casa furioso, chiede alla madre perché abbia svelato al mondo il segreto della gravidanza, ma lei non ha fatto nulla. Gli rivela però che ha detto della notte passata tra lui e Sarah ad Emily, però lui ribadisce dicendo che non abbandonerà Emily. Anche Conrad, andato alla suite di Margaux, si trova davanti Lydia, rimanendo a bocca aperta, ma lei ora non vuole perdonarlo, e ha registrato la loro conversazione. Charlotte sembra aver fatto pace con Emily, dopo aver scoperto della gravidanza, e ha invitato delle terapiste professioniste per prendersi cura di lei. Aiden chiama Margaux dicendole che Conrad è venuto da Lydia. Margaux va da Lydia e le annuncia che il loro accordo è spezzato, ma le lascia gli scritti della bozza per il libro. Intanto, Aiden va da Emily per allietarla del successo del loro piano di rompere l'accordo tra Lydia e Margaux e per distrarre per un po' Victoria. La ragazza è decisa a mettere della polvere da sparo sul bracciale di Victoria e poi nasconderlo nel suo armadio. Lydia torna strisciando da Conrad per riallacciare i rapporti e si baciano. Anche Sarah ha scoperto della gravidanza di Emily, parla con Daniel davanti al mare, gli ridà la sua collanina e gli dice addio una volta per tutte e Daniel getta la collanina in mare. Charlotte annuncia alla madre che, appena saranno terminate le nozze, lascerà lo Stowaway per iniziare la sua di vita, e dice anche che sarebbe stato meglio se non si fossero intromesse, perché così hanno ferito sia Sarah che Daniel. Emily fa il suo passaggio di meditazione per prepararsi alla resa dei conti ed Aiden le chiede di sposarlo. Lei risponde di sì. Aiden ed Emily analizzano i passaporti che li condurranno alle Maldive e li faranno uscire dal paese, e Nolan ha insistito per mettergli il suo cognome. Margaux fa visita a Jack e gli chiede di parlarle del passato di Conrad e di quello che nasconde, allora Jack cede svelandole che è Conrad la principale causa della morte di Amanda e di suo fratello. Lydia rovista un po' nella vecchia antologia di foto che Conrad ha chiesto di portare dagli archivi e ritrova la vecchia foto del capodanno 2003, con Emily in veste di cameriera sullo sfondo. Subito dopo, Emily riceve la visita di Victoria, che ha deciso di cessare le rivalità, ma afferma di aver trovato il posto per Nolan, ovvero il suo perché non sarà presente e quindi il suo piano è rovinato...
- Guest star: Barry Sloane (Aiden Mathis), Amber Valletta (Lydia Davis), Karine Vanasse (Margaux LeMarchal), Annabelle Stephenson (Sarah Munello), Nazneen Contractor (Jessica "Jess").

## Esodo
- Titolo originale: Exodus
- Diretto da: Kenneth Fink
- Scritto da: Karin Gist, Sunil Nayar

Si riapre la scena iniziale dell'omicidio di Emily. 12 ORE PRIMA: Victoria ha compromesso tutto annullando la sua partecipazione al matrimonio, ma Emily, come solito, ha un piano. Conrad ha trovato il diario di Lydia sulla sua autobiografia e si rende conto che lei e Margaux avevano un accordo e la caccia via di casa; subito dopo riceve un messaggio da Emily che lo invita a recarsi a casa sua. Emily gli dice che Victoria non sarà presente al matrimonio. Sarah fa visita a Daniel. Patrick fa il suo ritorno clamoroso a casa, è stato portato da Conrad per usarlo come incentivo per partecipare al matrimonio. Patrick riesce a convincere Victoria ad accettare l'invito. Nel mentre Aiden, Emily e Nolan ricapitolano il piano: prima che Emily sarà salita sullo yacht, Aiden vi si intrufolerà con la pistola comprata a nome di Victoria poi si nasconderà fino alle 21:10, quando saranno vicini alla boa, allora Emily farà partire la presentazione della famiglia che Nolan ha preparato e getterà una bevanda sul vestito di Victoria, per farla uscire di scena. Quindi Aiden la chiuderà nella sua cabina e aspetterà il suono dello sparo; prima però, Emily verserà il suo sangue sul ponte, come prova contro di lei e poi si tufferà in mare. Dopo ciò, Aiden libererà Victoria, che non avrà alibi, e Emily avrà solo 20 minuti prima che la guardia costiera inizi ad indagare. Emily, intanto, dovrà prendere la bombola d'ossigeno per respirare sott'acqua e seguire la corrente, così Victoria sarà arrestata e non farà altro, negli interrogatori, che implicare Conrad per salvarsi, così verrà arrestato anche lui. Emily è pronta a distruggere la famiglia Grayson una volta per tutte. Emily va da Jack un'ultima volta per dirgli addio, visto che non verrà al matrimonio, ma gli dice un'ultima cosa su Amanda: era con lei quando morì, e Jack non la prende bene. Nolan è felice per il ritorno di Patrick, ma quest’ultimo non vuole tornare con Nolan. Lydia fa visita ad Emily, mostrandole la fotografia del 2003. Per cominciare, Lydia rivuole la sua casa e Emily soddisfa il suo desiderio. L'attesissimo matrimonio che ha tenuto sospeso su un filo gli spettatori della serie è finalmente arrivato. Emily chiama Aiden per occuparsi della fotografia del 2003 e di Lydia. Anche il piano di Emily ha inizio. Emily attraversa radiosa la chiesa all'aperto. Aiden ferma Lydia prima che entri in chiesa e le dice che se si avvicinerà alla chiesa, perderà la casa. Finalmente Emily e Daniel vengono dichiarati marito e moglie! Emily non vuole che Patrick salga anch'egli sullo yacht e Nolan le assicura che non lo farà, dandole il suo bacio d'addio. Conrad minaccia Margaux di non scavare troppo nel suo passato, altrimenti avrà un nemico. Patrick, durante il taglio della torta fatta da Sarah, riceve un SMS con su scritto: "so la verità su padre Paul". Conrad fa visita a Lydia al South Fork Inn per rimediare alla loro lite recente e decide quindi di passare il resto della sua vita assieme a lei. Tutti gli invitati si spostano a Grayson Manor, Victoria chiede a Daniel di perdonarlo. Il messaggio che Patrick ha ricevuto è stato solo un escamotage per non far salire Patrick. Conrad annuncia a tutti che ha invitato anche Lydia alla luna di miele, ma sia Victoria che Emily non sono d'accordo. Lydia dice ad Emily che vuole che abbia quel che si merita. Jack si trova una busta per lui contenente il medaglione di Amanda. Patrick va a casa di Nolan, il mittente dell'SMS, che dice di aver capito che è stato lui ad aver ucciso padre Paul ma non l'ha detto a nessuno, solo per recuperare il suo cuore. La famiglia è finalmente salita sullo yacht e Emily procede con la parte cruciale del piano e inizia la presentazione sulla famiglia Grayson. Versa la bevanda sul vestito di Victoria, che si reca in cabina. Emily si dirige sul ponte, seguita dagli occhi scrutatori di Lydia, e Daniel riceve la chiamata della coinquilina di Sarah, la quale gli dice che la ragazza ha tentato il suicidio. Victoria va in cabina, ma entra con lei anche Lydia e le consegna la fotografia del capodanno 2003. Emily viene raggiunta da Victoria sul ponte, e le mostra la foto. Purtroppo, qualcosa va storto nel piano di Emily, soprattutto quando Victoria si toglie il bracciale con la polvere da sparo per incolparla e lo getta in mare. Victoria viene presa da dietro da Aiden, che le mette un fazzoletto sul naso imbevuto di narcotico, e le ordina di sparare entro 2 minuti. Daniel, intanto, ha sentito tutto e, preso dall'ira, prende di scatto la pistola appoggiata sulla sedia e spara davvero ad Emily, che cade in mare. Per Emily Thorne è tutto finito! Daniel, dopo aver gettato la pistola in mare, torna dentro. La notizia della morte di Emily viene sparsa e tutti la cercano. Patrick, intanto, trova la cassaforte di Nolan. Aiden risale dal mare e trova Jack ad attenderlo, perché vuole dirle addio come si deve, ma Aiden scopre che Emily non è ancora arrivata, e trovano l'abito nuziale di Emily portato dalle onde con i due spari...
- Guest star: Barry Sloane (Aiden Mathis), Karine Vanasse (Margaux LeMarchal), Amber Valletta (Lydia Davis), Justin Hartley (Patrick Osbourne), Annabelle Stephenson (Sarah Munello), David Wells (Prete), Louie Alegria (reporter).

## Ritorno a casa
- Titolo originale: Homecoming
- Diretto da: Matt Earl Beesley
- Scritto da: Ted Sullivan

Emily è scomparsa e tutti si movimentano per cercarla. Emily però è ancora viva e cerca di riprendere la valigetta che sommersero lei ed Aiden in mare nell'episodio Rinascita. Aiden riceve il segnale del trasmettitore di Emily contenuto nello smeraldo del braccialetto fatto da Rohan e la va a prendere. Charlotte sospetta di sua madre. Margaux consegna ad un poliziotto tutte le foto del matrimonio, mentre tiene in mano una chiavetta con tutto il resto delle foto. Emily si rifugia su un peschereccio, quando Aiden la raggiunge per portarla via, facendo sì che il marinaio la trovi e chiami soccorso. Jack avvisa Nolan del loro fiasco, grazie al cielo Nolan possiede metà dell'ospedale dove Emily è ricoverata. Victoria è ufficialmente sotto inchiesta come principale sospettata e dice a Patrick tutto quello che ha scoperto su Emily. La donna non ricorda più nulla di quello che è successo dopo aver affrontato Emily. Il detective continua ad opprimere Daniel per sapere quali ostilità ci fossero tra Victoria ed Emily. Solo dopo, il detective viene informato del ritrovamento di Emily. La dottoressa dice a Daniel che dai test è risultato che Emily non è mai stata incinta, arriva Nolan ma Victoria scopre che Patrick è stato con lui la sera precedente e se ne va piangente. Nolan lascia il suo smartphone con un hotspot per qualche strana ragione nella reception. Emily riapre gli occhi ritrovandosi davanti Daniel e inizia a piangere dicendo di non ricordare più nulla, né tantomeno chi sia! Nolan, grazie all'hotspot dello smartphone che ha lasciato, ha accesso a tutte le cartelle cliniche dell'ospedale. Margaux scarica tutte le foto del matrimonio sul computer, ma non le foto che consegnò alla polizia ma altre che riprendono il momento dello sparo ad Emily. Victoria trova di nuovo Lydia a casa sua, invitata da Conrad, e si mettono le mani addosso dopo che Lydia getta del vino sulla poltrona preferita di Victoria, sulla quale si siede sempre. Nolan disattiva le telecamere di sicurezza per permettere a Aiden di entrare in ospedale in tutta tranquillità così da portare Emily in un ospedale lontano dai Grayson, e subito dopo trova Patrick in salotto ad aspettarlo. Aiden accede alla stanza di Emily e scopre che ha davvero avuto un'amnesia totale e non sta fingendo. Nolan afferma che per aiutare Emily c'è bisogno di qualcuno che abbia un legame emotivo con lei. Daniel va dalla madre e le dice che è stato lui a spararle e che l'indomani andrà a costituirsi. A Victoria serve un'alleata per colpevolizzare Conrad e pensa a Margaux, dalla quale si reca. Margaux le mostra le foto segrete, che dimostrano che Lydia ha mentito alla polizia. Emily ricorda suo padre e... dice a Charlotte il suo nome: David Clarke! Victoria mostra a Conrad le foto e gli rivela quel che ha fatto Daniel e quel che è davvero Emily. Perché Daniel non si costituisca, Conrad si trova costretto a mandare in prigione Lydia. Charlotte dice a Jack quel che Emily le ha detto, e Jack cerca di dirottarla dalla verità. Conrad va col cuore in gola da Lydia e le fa vedere le foto. La sua idea di dirle quel che dovrebbe fare per salvare il figlio è piuttosto avventata, ma lo fa. Quel che lui e Victoria volevano è che sparisse dalla circolazione. Una misteriosa infermiera sembra voler somministrare una strana sostanza nella flebo di Emily, ma l'arrivo di Charlotte e Jack la ferma. Ora, Lydia Davis è ricercata in tutti gli stati. Daniel non è più costretto a costituirsi e Conrad non perde l'occasione per autoglorificarsi davanti al figlio, ma il loro discorso sfocia in una lite. L'infermiera che si prende cura di Emily si chiama Niko e sembra aver conosciuto sia Aiden che Emily in passato, e aver curato Aiden dopo che gli spararono. Niko è ancora infatuata di Aiden e gli dà un bacio. Patrick va dalla madre e le dice che la aiuterà a distruggere Conrad, Emily e Nolan, e non solo: le dice che ha trovato una cassaforte nella parete dietro al quadro che Victoria aveva venduto a Nolan, e che dentro alla cassaforte c'è una scatola con due simboli dell'infinito intrecciati. Victoria gli mostra la foto di Emily e Daniel, dove sul polso di Emily si vede il tatuaggio dell'infinito intrecciato e Patrick conferma che è quello il simbolo sulla scatola. A Emily Jack sembra familiare e le dà il medaglione di Amanda. Subito dopo, Emily ricorda tutto, ma soprattutto il fatto che sia stato Daniel a spararle...
- Guest star: Barry Sloane (Aiden Mathis), Karine Vanasse (Margaux LeMarchal), Justin Hartley (Patrick Osbourne), Amber Valletta (Lydia Davis), Fredric Lehne (Detective), Holly Hawkins (Dr. Angela Sturman), Joel Bryant (Poliziotto #1), Caroline Whitney Smith (Poliziotta), John Knox (Marinaio), Daniel Steven Gonzalez (Poliziotto #2), Melissa McCarthy (Annunciatore News).

## Nella tana del lupo
- Titolo originale: Endurance
- Diretto da: Sanford Bookstaver
- Scritto da: Sallie Patrick

Nolan va di nascosto da Emily, che ha già recuperato la memoria. Purtroppo, però, pensa che tutto sia fallito e che non possa più fare niente per vendicarsi. Aiden chiede a Niko di far uscire Emily dalla clinica e le dice che lui ed Emily si sono riavvicinati. Daniel va di nuovo da Sarah. Subito dopo, interviene Jack che gli dà un bel pugno sulla faccia. La Dr.Angela annuncia a Victoria che presto Emily verrà portata in un centro di riabilitazione, ma Victoria non vuole questo, pertanto le viene in aiuto proprio Niko. Niko aiuta Victoria a portare Emily a Grayson Manor! Emily continua a fingere di essere ancora sotto amnesia parziale, mentre Daniel chiede alla madre perché l'abbia riportata a casa loro. Emily, dopo aver cercato di scappare, scopre chi sia davvero Niko: lei è la figlia di Takeda. Victoria ha ancora intenzione di recuperare la scatola nella cassaforte di Nolan e rivela a Patrick che è stato Daniel a sparare alla novella sposa e si arrabbia moltissimo con lei. Patrick torna da Nolan per stabilire un appuntamento. Victoria non vuole che suo figlio termini il recupero della scatola, e mentre parla la ascolta Niko. Lo va a dire subito ad Emily, ma non vuole fermarla perché si è arresa. Niko le dà un pugno in pancia perché si è arresa e se ne va dicendo di non essere più disposta ad aiutarla. Victoria dà una busta ad Emily, a malincuore. La lettera della busta dice che Emily non potrà mai più avere figli. Patrick fa ubriacare Nolan, ma solo dopo scopre che quel che beveva non era vino ma acqua, perché Nolan aveva capito che Patrick era intenzionato a farlo ubriacare. Subito dopo, Patrick prende un pezzo di legno e colpisce Nolan in testa. Dopo aver preso la scatola dell'infinito, la porta direttamente a sua madre. Daniel va di nuovo da Sarah, che continua a respingerlo; Daniel le racconta tutta la verità sulla falsa gravidanza ma le occulta il fatto che sia stato lui a spararle. Sarah si convince che Emily sia una psicopatica. Victoria apre la scatola, ma nella scatola non c'è nulla sul vero passato di Emily, ma solo le sue ricerche sulla famiglia Grayson. Faceva parte del suo ennesimo piano, ma ora Victoria pensa di dire la verità ai suoi amici influenti per dirlo ad altri e non lasciare alcuna speranza ad Emily di ritornare ad essere ricca e popolare. Margaux scrive un articolo su Lydia, dopo l'esortazione di Daniel, ma Jack la ammonisce dicendole che non è stata Lydia a sparare ad Emily ma Daniel. La casa viene riempita di giornalisti, perché è stata Emily a chiamarli per rilasciare una breve intervista: dice che ha recuperato la memoria e che è stata Lydia Davis a spararle! Ora è chiaro che Emily non ha più intenzione di lasciare né gli Hamptons né i suoi machiavellici piani di vendetta e torna a complottare assieme a Nolan come ai bei vecchi tempi. Infatti è stato lui a cambiare il contenuto della scatola dell'infinito e vuole anche rivelare a Patrick chi sia davvero sua madre. Emily ritorna a casa per ritrovare Aiden. L'uomo vuole ancora portarla via, ma lei è ora più che mai decisa a vendicarsi una volta per tutte dei Grayson e rompe i suoi legami con Aiden. Margaux torna da Jack per rimproverarlo di averle detto una bugia su Daniel, ma ha mandato la sua assistente Jess per il nuovo articolo che incolpa Daniel. Lei non sa, però, che Jess l'ha tradita dopo essere stata pagata da Conrad per modificare l'articolo di Margaux. Niko cerca ancora di scavare a fondo per sapere chi sia stato l'assassino di suo padre e vuole vendicarsi anche lei, ma poi lei ed Aiden si baciano appassionatamente. A Grayson Manor si tiene una bella riunione di famiglia tra Daniel, Emily e Victoria: Emily si giustifica chiarendo che ama Daniel e non vuole più andarsene dagli Hamtpons, altrimenti ritratterà tutto con la stampa dicendo che sono stati loro due a costringerla ad incolpare Lydia. Victoria accetta le condizioni di Emily, a differenza di Daniel. Emily fa ormai trasparire tutto il suo astio per la loro famiglia...
- Guest star: Barry Sloane (Aiden Mathis), Karine Vanasse (Margaux LeMarchal), Annabelle Stephenson (Sarah Munello), Justin Hartley (Patrick Osbourne), Stephanie Jacobsen (Niko Takeda), Nazneen Contractor ( Jessica "Jess"), Holly Hawkins (Dr.Angela Sturman), Conor Leslie (Bianca).

## Odio
- Titolo originale: Hatred
- Diretto da: John Terlesky
- Scritto da: Gretchen J.Berg, Aaron Harberts

Durante il sonno, ad Emily si sono strappati i punti provocandole un'emorragia al ventre. Patrick vuole scusarsi con Nolan, ma quest'ultimo non vuole più ascoltarlo. Nolan, però, gli consegna un rapporto del 1974 che recuperò l'anno prima quando fu incaricato da Victoria di ritrovare il figlio perduto e gli rivela che qualcun altro era alla sua ricerca. Emily torna a Grayson Manor con Derek Robinson, una vecchia conoscenza di Victoria, che ora è stato assunto da Emily per farle da terapista. Il mattino presto, Margaux trova la prima della sua rivista e si rende conto che quello che c'è lì non l'ha scritto lei. Conrad è ancora in torto con Emily per aver condannato Lydia per sempre. Daniel inizia a provocare Emily: quando lei entra in camera sua, lo trova a letto proprio con Sarah! Emily vuole cacciare Sarah, ma lei non vuole andarsene. Nolan trova Niko a casa sua e si lamenta con Aiden. Niko chiede ad Aiden di aiutarla per vendicare la morte del padre e accetta. Daniel rimprovera Margaux, mentre Jess è scappata in Europa e Conrad li ha denunciati per diffamazione. Ma Daniel si è già reso conto che è stato Conrad ad architettare tutto ciò per la loro lite precedente. Patrick e Victoria litigano dopo che Patrick ha scoperto chi sia suo padre. Victoria ammonisce Daniel dicendogli di non provocare Emily. Daniel annuncia a Emily che ha licenziato la servitù per metterla ulteriormente in difficoltà. Victoria, per riconciliarsi con Patrick, lo riporta a vedere suo padre Jimmy di lontano. Emily ha intenzione di far sparire Sarah e Nolan vuole liberarsi di Aiden, dopo averle rivelato che Niko ed Aiden stavano e stanno insieme. Nuotando, Emily si ritrova a casa di Nolan dove c'è Aiden, senza sapere neanche come sia giunta lì e inizia a sentire dei mancamenti, dovuti al trauma cranico. Margaux, Daniel e Conrad si ritrovano in una riunione, dove Conrad impone le sue condizioni per togliere la sua denuncia di diffamazione: Margaux dovrà licenziare Daniel in cambio dei soldi che Conrad le dà. Margaux ci sta per preservare il nome della propria famiglia e la reputazione di "Voulez". Adesso Daniel si ritrova senza posto di lavoro e con un padre che cerca di rovinarlo. Nolan è confuso perché Niko è prossima alla scoperta dell'assassino di Takeda. Sarah ha preparato una deliziosa cena per Daniel e, stressato per la presenza di suo padre, vuole programmare con Sarah un viaggio in Italia. Patrick si fa assumere come riparatore di tetti nell'azienda edile di suo padre. Subito dopo, Jimmy fa cadere la borsetta di Victoria e dopo il loro incrocio di sguardi, Victoria ricorda tutto e, sconvolta e disorientata, sta quasi per svenire quando Patrick la riporta a casa. A casa, Victoria decide di raccontare a Patrick il suo passato, che tutti noi già sappiamo: sua madre uccise il suo ex e indossò la colpa alla figlia, quando le fu poi riconsegnata la custodia di Victoria, non mosse un dito quando il suo compagno la stava stuprando. E poi gli racconta chi era Jimmy: Jimmy, che era per lei come un fratello maggiore, un giorno la baciò ma quando lei lo respinse, si trasformò in un mostro e la violentò senza pietà; quando Patrick nacque, Jimmy continuò a perseguitarla e fu costretta a passare da un appartamento all'altro finché non ricevette una borsa di studio per andare a Parigi e, sapendo che avrebbe protetto il figlio, accettò e lasciò il bimbo, cioè Patrick, a Suor Rebecca, che promise di proteggerlo. Jack cerca casa e chiede a Margaux di venire con lui e Carl. Aiden aiuta Niko, ma incolpa Gregor Hoffmann, apparso nella seconda stagione, colui che piazzò la bomba alla Grayson Global e ha prenotato un volo per Niko a Mosca, dove Hoffmann vive attualmente. Niko, però, gli chiede perché non voglia venire con lei. Emily fa ritornare la madre di Sarah per concludere il suo piano. La madre Loretta la rimprovera di averle mentito dicendo di essere al lavoro quando era in realtà con il suo amante segreto. La madre la costringe ad andarsene, ma lei si ribella per rimanere con Daniel, allora lei rinnega di essere sua madre. Sarah, capendo di non essere fatta così come l'ha designata sua madre, dice addio a Daniel e decide di andarsene. Aiden aveva come obiettivo solo far allontanare Niko, e Nolan l'ha aiutato, ma Gregor si trova davvero a Mosca. Proprio mentre Niko prepara i suoi bagagli, però, ritrova la katana di suo padre sotto il letto di Aiden. Patrick provoca un incendio nella galleria. Emily, dopo essere stata violentemente spinta da Daniel sul letto, ha di nuovo uno dei suoi giramenti di testa e si ritrova subito dopo nel letto di Conrad, che si complimenta con lei per la notte passata insieme. Intanto, la prima signora Grayson ed ex moglie di Conrad è tornata...
- Guest star: Barry Sloane (Aiden Mathis), Karine Vanasse (Margaux LeMarchal), Annabelle Stephenson (Sarah Munello), Justin Hartley (Patrick Osbourne), Stephanie Jacobsen (Niko Takeda), Brett Cullen (Jimmy Brennan), Gail O'Grady (Stevie Grayson), Jayne Brook (Loretta Munello), Dar Dixon (Dr.Derek Robinson),

## Vendetta
- Titolo originale: Payback
- Diretto da: Romeo Tirone
- Scritto da: Sunil Nayar, Cristopher Fife
- Emily riprende a fare i suoi scanner cranici, a causa delle sue perdite di memoria. Conrad e Victoria sono di nuovo alle prese con il divorzio e l'eredità e subito dopo, Victoria riceve la notizia dell'incendio in galleria. Charlotte chiede a Daniel come regalo di compleanno un posto per "Voulez" e Daniel le concede il suo, dato che non ce l'ha più. Patrick confessa alla madre che è stato lui ad incendiare la galleria, e subito dopo, ricevono la visita di Jimmy Brennan, chiamato apposta da Patrick! Nolan ha chiesto ad Aiden di sparire e fa vedere ad Emily le registrazioni del South Fork Inn per capire come ci è arrivata nel letto di Conrad, ma grazie al cielo scoprono che tra loro due non è successo niente. A causa di queste amnesie, Emily rischia di svelare tutta la verità. Un minuto poi, riceve la chiamata di Stevie Grayson, che si trova a Los Angeles, la quale vuole occuparsi del suo divorzio. Patrick vuole uccidere Jimmy per quello che quell'uomo ha fatto a sua madre, ma quest'ultima lo prega di cacciarlo e basta. Stevie Grayson è tornata negli Hamptons, e tiene un appuntamento allo Stowaway con Emily per divorziare, ma Emily non sa di cosa stia parlando, perché infatti la chiamò quando era in stato di incoscienza. Emily ha di nuovo una perdita di conoscenza e si ritrova da Aiden. Lo bacia appassionatamente, ma Aiden se la toglie di dosso, e le dice che tra loro due è finita e che è diretto a Londra. Uscito di casa, viene stordito da Niko con un narcotico e portato a casa di Takeda. Aiden si risveglia imbavagliato, mentre Niko lo minaccia con la katana del padre trovata sotto il letto di Aiden: ormai ha scoperto tutto e il suo piano è ancora più crudele, però: ha lasciato un indizio ad Emily e, se è intelligente, troverà Aiden ma verrà uccisa subito dopo da Niko. Stevie riceve la visita di Conrad e vuole scusarsi per aver trattato male Stevie. Jimmy racconta a Patrick la storia del suo passato, senza sapere di parlare con suo figlio, e Patrick sta quasi per ucciderlo con l'elettricità ma continua ad ascoltarlo. Victoria e Stevie si reincontrano in un negozio, e Stevie porta ancora rancore per il giorno in cui trovò suo marito e lei a letto insieme. Emily si risveglia sulla panchina della vecchia casa, e Nolan le chiede di ricordare che relazione abbia con Stevie. I due si rendono conto che le amnesie frequenti che Emily ha la obbligano a dire la verità, e sono molto pericolose. Parlando con Nolan, ha di nuovo un'altra amnesia e si ritrova alla festa di compleanno dei 19 anni di Charlotte. La ragazza è stata assunta a "Voulez". Margaux vuole sapere che rapporto ci sia tra suo padre e Conrad, e scopre che tempo fa il padre investiva sulla Grayson Global. Alla festa di compleanno, Victoria si ritrova di nuovo tra i piedi Jimmy a parlare con Charlotte. Dopo aver parlato un po' con lui, l'uomo le si avvicina e cerca di farle delle avances, ma Victoria se ne va via sconvolta e persa. Emily sta cercando di capire cosa abbia in mente Conrad, ma poi trova l'indizio di Niko e fa proprio come voleva lei: andare da Aiden. Andata da Aiden, Emily trova Niko ad aspettarla. Le due ragazze iniziano uno scontro fisico, e Emily sta quasi per trafiggerla quando Aiden, che nel frattempo è riuscito a liberarsi, la ferma e chiede a Niko di perdonarlo e fuggire. Jack fa la conoscenza di Stevie Grayson. Victoria va furiosa da Patrick per rimproverarlo di non aver cacciato Jimmy e Patrick le confessa di pensare che suo padre non sia più come il mostro di tempo fa. Mentre parlavano, Jimmy li ha sentiti e ha capito che Victoria Grayson è Vicky Harper, ma racconta a Patrick un'altra versione della storia: sostiene che la vecchia Vicky l'aveva usato e bussò un giorno alla sua porta volendo fare l'amore nel seminterrato, quando lui era ubriaco. Victoria cerca di andarsene ma Jimmy la prende violentemente per il braccio, Patrick lo prende dalle spalle e gli sbatte la testa contro il baule. Jimmy cade a terra senza sensi, perdendo sangue dalla testa e Patrick vuole chiamare immediatamente il pronto soccorso. Ma Victoria gli prende il telefono e lo appoggia sul baule. Si avvicina a Jimmy e, ricordando la frase che ripeteva mentre la stuprava, gli sussurra la stessa frase: "Calma, dolcezza". Aiden è ancora arrabbiato per come l'abbia lasciato Emily, che gli racconta delle sue crisi craniche. Aiden le consiglia di farsi aiutare da uno psicologo, prima di rimpiangere quello che potrebbe succedere. Daniel racconta a Charlotte quello che Emily gli ha detto, inconsciamente, ovvero della sua nuova alleanza con Conrad. Ora Daniel vuole approfittare del nuovo impiego di Charlotte per scoprire il più possibile sui piani del padre. Nel frattempo, Victoria non è andata in prigione dato che la polizia ha archiviato il caso come morte dovuta a emorragia in seguito alla caduta da una scala, cosa non vera; ma Patrick ha i sensi di colpa per aver lasciato suo padre morire davanti ai suoi occhi e non sa se riuscirà a voltare pagina come gli propone sua madre. Victoria e Conrad sono riuniti il giorno dopo attorno al tavolo per firmare il testamento, ma interviene Stevie con un documento che prova che Conrad aveva acquistato il terreno di Grayson Manor prima del suo divorzio con l'ex moglie e quindi Victoria non ha più nessun diritto sulla casa. Perciò tutti i suoi beni appartengono a Stevie e non a Victoria. Stevie caccia via Victoria ma dà una bella lezione anche a Conrad, cacciandolo allo stesso modo. Intanto, Emily dice a Nolan che le sue crisi non sono dovute all'edema cerebrale, ma piuttosto alla malattia mentale ereditata dalla madre, che cercò di affogare la figlia inconsciamente. Margaux ha preparato i bagagli per recarsi a Parigi da suo padre, in modo da parlargli di Conrad, mentre Stevie è ritornata per parlare con Jack riguardo a Conrad. Quando Jack si rifiuta, Stevie gli risponde rivelandogli di essere sua madre...
- Guest star: Barry Sloane (Aiden Mathis), Karine Vanasse (Margaux LeMarchal), Justin Hartley (Patrick Osbourne), Stephanie Jacobsen (Niko Takeda), Gail O'Grady (Stevie Grayson), Brett Cullen (Jimmy Brennan), Holly Hauwkins (Dr.Angela Sturman).

## Lotta
- Titolo originale: Struggle
- Diretto da: Chris Misiano
- Scritto da: Michael J. Cinquemani

I "black out" di Emily continuano a perseverare. Stevie porta a Jack le foto di quando era incinta di lui e gli racconta che lo lasciò una settimana dopo averlo partorito al padre, pertanto Jack non vuole avere nessuna relazione con lei. Durante la commemorazione di Jimmy Brennan, Patrick lo insulta e viene aggredito dagli amici del padre. Victoria non ha ancora intenzione di lasciare la casa alla vera proprietaria della casa, cioè Stevie. La donna ha intenzione di radere completamente al suolo Grayson Manor. Emily si rende conto di aver distrutto l'intaglio di suo padre sulla veranda di casa sua, ma continua ad ostinarsi a non andare da un medico. Nolan vuole aiutarla e mandarla da un medico. Emily, in preda a un'altra crisi, prende il coltello e si dirige a Grayson Manor per ucciderli tutti! Patrick è consumato dalla rabbia. Aiden cerca di andarsene, Nolan va da lui per dirgli che Emily è nei guai. Daniel assume un ragazzo. Mickey, per pedinare Emily e suo padre. Conrad si è preso il posto di Daniel ed è felice di lavorare con sua figlia. Emily si addentra nella suite del South Fork Inn di Conrad, ma si nasconde sotto il letto quando arriva Aiden per fermarla. Aiden la porta in un capannone per rimetterla in sesto, immergendole di nuovo la testa sott'acqua, come faceva Takeda. Victoria parla con Nolan per dirgli che Patrick ha scoperto di essere nato da uno stupro, quindi Nolan si sente estremamente in colpa. Jack fa visita a Stevie, per chiederle perché l'ha aiutato con l'acquisto della casa. Nolan va a scusarsi con Patrick per aver ignorato la reale identità del suo padre biologico. Stevie, con le sue competenze da eccellente avvocato, lotta contro Victoria, ma ora anche contro il giudice Charlie in tribunale. Emily viene aiutata dalla persona che più ha tradito, ma recupera i ricordi di suo padre e del giorno in cui intagliò il segno del doppio infinito sulla veranda, ma trapela anche altri dettagli, più nascosti nella sua memoria: il giorno prima dell'arresto di David, trovò quest'ultimo e Victoria fare l'amore in camera sua. Scappò via, ma venne poi raggiunta dal padre che le chiese di accettare la presenza di Victoria. Ora Emily pensa che la Victoria del passato abbia raggiunto il suo obiettivo: far diventare Emily una Grayson. Patrick si presenta alla festa d'arte di sua madre, per promuovere le sue opere. Victoria gli racconta della storia di Stevie, ma ha dei piani per sbarazzarsi di lei. Emily ha finalmente ripreso il suo stato normale e ha ricordato quel che faceva durante le amnesie, tutto a causa di quell'unico ricordo di suo padre e Victoria insieme. Emily ha infine ripreso le redini del gioco, e si riconcilia con Aiden attraverso un bacio. Il grande artista Stefano Leone nota le opere di Patrick e, interessato a lui, gli propone di venire a lavorare da lui in Toscana come apprendista della sua galleria e gli concede un po' di tempo per pensarci su. Jack dice ad Emily che Stevie Grayson è la sua madre biologica, non quella che partorì Declan, ma pensa comunque che gli nasconda qualcos'altro. Emily gli consiglia di perdonarla e darle una chance, ma anche di stare attento. Patrick riconosce a sua madre, in una registrazione vocale, di essere una persona che si trasforma in belva se le persone che ama vengono ferite o solamente toccate, quindi ha deciso di trasferirsi a lavorare da Stefano Leoni. Pascal LeMarchal, padre di Margaux, sta arrivando da Parigi a New York, per via di Conrad. Jack fa di nuovo visita alla madre. Stevie gli spiega che lo lasciò perché era un'alcolizzata, ma gli giura che ormai non tocca alcool da 20 anni. Quando terminò di disintossicarsi, scoprì di essere incinta e, pensando di non essere in grado di prendersi cura di suo figlio, lasciò suo marito e gli Hamptons. Jack, allora, la ospita a casa sua per conoscere Carl. Victoria va col cuore spezzato da Nolan per ringraziarlo di aver contattato il vecchio amico Stefano, ma in realtà era tutto dietro alla sua testa per allontanarlo dai suoi problemi. L'amico investigatore di Daniel gli dà alcune informazioni importanti perché lui chieda il divorzio: gli dà una busta contenente la fotografia del bacio tra Aiden ed Emily. Emily è ritornata a casa sua, dopo la scomparsa di Lydia Davis, e riceve la visita di Nolan che ha un regalo per lei: una scatola dell'infinito 2.0 che può aprirsi solo con il tocco di Emily. La ragazza lo ringrazia per averla tratta in salvo dalla discesa nell'abisso e quando Nolan le propone un brindisi, le ritorna in mente una frase scritta da David sul suo diario: nel 1997, quando era in prigione, ricevette la visita di un avvocato, Stevie Grayson, però sentì puzza di alcol provenire da lei. Fu la sua speranza per poco, che si dissolse poco dopo. Pertanto, Stevie Grayson è il suo prossimo obiettivo...
- Guest star: Barry Sloane (Aiden Mathis), Justin Hartley (Patrick Osbourne), Gail O'Grady (Stevie Grayson), Travis Myers (Detective Mickey), Gonzalo Escudero (Stefano Leone), James Tupper (David Clarke), Emily Alyn Lind (Giovane Amanda Clarke).

## Cadere in disgrazia
- Titolo originale: Disgrace
- Diretto da: Matt Shakman
- Scritto da: Shannon Goss

Emily sta correndo inseguita da qualcuno o qualcosa, quando si trova davanti al pubblico e la luce le viene riflessa sul viso. 36 ORE PRIMA: la famiglia Grayson, tranne Conrad e forse Emily, vengono invitati alla prima dell'opera "Pagliacci". Forse anche Emily non sarà invitata perché Daniel mostra a Victoria le foto del bacio di Aiden ed Emily e madre e figlio si preparano ad umiliarla. Emily continua a scavare nel passato di Stevie: fece effettivamente visita a David nel '97, con il suo cognome da nubile, ma venne in seguito fermata per guida in stato di ebbrezza e si trasferì in California. Emily vuole innanzitutto sapere da che parte stia, dalla sua o da quella di Conrad, ma è disposta a fare a pezzi ancora una volta Jack pur di sapere chi sia sua madre, perché non vuole parlargli. Margaux è ritornata, mentre l'arrivo di Pascal LeMarchal è aggirato da pettegolezzi e dicerie. Il piano di Margaux è di lasciare che suo padre si occupi di Conrad. Jack chiede a Emily di evitare di coinvolgere sua madre e lasciarlo in pace, dopo averla trovata parlare con Stevie. Stevie racconta a suo figlio che era andata una volta da David in prigione, era una dei pochi che credeva nella sua innocenza. Emily, tornata a Grayson Manor, viene ricevuta in studio da Daniel e Victoria per vedere la foto del bacio e sapere che lei e Daniel stanno per divorziare. Si ritroveranno in tribunale, ma Emily riesce a fargli cambiare idea con una scenata. Stevie va da Emily e pretende di sapere chi sia davvero. Naturalmente, non pensa che abbia qualche relazione con David, ma vuole sapere da che parte stia e perché si sia sposata con Daniel; in seguito le confessa che crede nell'innocenza di David e le spiega che era stato Conrad a provocarle la denuncia di guida in stato di ebbrezza, ma lei non aveva mai guidato ubriaca, a detta sua. Vuole darle una mano per vendicare Amanda, ma Emily non accetta l'aiuto. Nolan, tornato a casa, trova un vecchio amico incontrato in prigione, Javier. Il ragazzo vuole stare da lui, e Nolan accetta di ospitarlo. Victoria si complimenta col detective Mickey per alcune faccende che vuole chiarire. Pascal, intanto, le ha regalato uno splendido vestito fatto da Dolce & Gabbana in occasione della prima dell'opera, perché cerca di fare delle avances alla regina di ghiaccio. Victoria accetta comunque di vestirlo. Stevie vuole spronare suo figlio a lottare per vendicare Amanda, e gli racconta un altro dettaglio sul caso David Clarke: dopo aver avuto il colloquio con lui, trovò un indizio sospetto, ma confiscarono tutte le sue carte dopo che lei fu radiata dall'albo. Jack si pone come obiettivo in testa il recupero di quell'indizio segreto e, aiutato da Nolan, si intrufola nell'edificio dove si trova il vecchio ufficio di sua madre per rubare l'hard disk del 1997. Si addentra negli archivi, ma per sua sfortuna, sulle videocassette non ci sono le date. Jack si fa aiutare da Javier, che si scopre essere un genio del computer, e gli dà il codice per trovare l'hard disk. Margaux si fa forza e decide di cacciare via Pascal da "Voulez", ma Conrad le porta la brutta novella: la sua rivista sta perdendo milioni di soldi ogni trimestre; è stata colpa di Pascal per provare a sua figlia che non è tagliata per gli affari. Conrad vuole mettersi in affari con Pascal, ma quest'ultimo lo avverte dei guai nei quali potrebbe mettersi. Jack porta gli indizi nascosti ad Emily, ma lei si arrabbia molto perché vuole continuare la sua missione senza che Jack si intrometta. Jack, allora, lascia le videocassette sul tavolo e se ne va. Victoria, grazie alle informazioni di Mickey, è riuscita a scoprire che Aiden si trova nelle Bermuda, quindi pensa che Emily non punti sui loro soldi, ma su di loro stessi, pertanto chiede al figlio Daniel di far restare Emily al suo fianco per scoprire che cos'abbia in mente la ragazza. Victoria ipotizza che ci sia un collegamento tra Emily, Amanda e David Clarke, e vuole scoprire di che cosa si tratti, ma Daniel non la aiuterà perché vuole solo divorziare. Emily si arrabbia con Nolan perché ha fatto intromettere Jack, ma la informa che Javier li ha aiutati, rassicurandola che non sa né perché abbiano voluto prendere quell'hard disk né nient'altro. Emily gli fa vedere un articolo sul computer e decide che colui che è legato alla notizia bomba, è il suo prossimo obiettivo. Il giorno della prima di "Pagliacci" è arrivato. Charlotte presenta Pascal a Emily. Victoria si è messa il vestito regalatole da Pascal, ma lo assicura che non avrà il suo corpo così facilmente. Stevie e Margaux finalmente si conoscono, come anche Jack e Pascal. Margaux prende le armi e si prepara assieme a Daniel a dimostrare ai corrispettivi padri di che pasta sono fatti. Durante la rappresentazione, Charlotte riceve il messaggio di un articolo anonimo messo sul sito di "Voulez", e lo fa subito vedere alla madre. L'articolo contiene la cartella clinica di Emily dove c'è scritto che non era davvero incinta: ora tutti sanno della falsa gravidanza di Emily, e la ragazza scappa via agitata. Si preannuncia come uno scandalo imminente, Victoria la caccia via e Daniel non ha più paura delle sue minacce. Si riprende la scena iniziale, dove Emily scende giù per le scale correndo e dall'aria smossa. Arrivata all'uscita, viene travolta dai giornalisti. Il giorno dopo, Emily è pronta ad andare via, Daniel le consegna i documenti del divorzio, senza però la clausola dei soldi che le avrebbe dato se se ne fosse andata. Emily è stata smascherata, Daniel e Victoria hanno avuto quel che volevano e hanno cacciato via la loro nemica col sorriso stampato sul viso, ma comunque Victoria sospetta della persona che ha pubblicato i dati della cartella clinica di Emily su internet. Nolan vuole mandare via Javier, purtroppo però il ragazzo si è fatto mettere agli arresti domiciliari a casa sua, ma a Nolan gli si accende una lampadina dopo aver visto la serie di numeri e codici informatici di Javier sul cartone della pizza. Conrad continua ad opprimere Pascal per fondere le loro società, ma Pascal non ha nessuna intenzione di fare questo. Conrad riesce però a convincerlo assicurandogli di avere quel che vuole: Victoria. Si scopre poi che la pubblicazione della cartella clinica di Emily era come sempre un suo piano, perché i Grayson la umiliassero in pubblico e credessero di aver vinto. Jack vuole ancora allearsi con Emily, a detta sua per vendicare Amanda e Declan, allora la ragazza gli permette di intromettersi. Emily gli fa vedere lo scanner di un messaggio sul pc, dove sono riportate le seguenti frasi: "Conrad, come da tua richiesta, ho sistemato TWM, il tuo piano per DC è salvo". Immaginano che DC sia David Clarke, ma non sanno chi o cosa sia TWM, perciò Emily vuole scoprirlo. Ha già delle basi su cui fondarsi, come per esempio il fatto che quella lettera sul suo computer non sia stata scritta in America, ma in Europa. Ha anche un altro indizio: un biglietto che ha ricevuto quando ha dato l'esclusiva a "Voulez" per il suo matrimonio; colui o colei che ha scritto il biglietto ha la stessa calligrafia presente sul messaggio indirizzato a Conrad. Colui che ha scritto sia il messaggio che il biglietto è Pascal, quindi anche lui faceva parte del piano. Ed è per questo che non voleva coinvolgere Jack, perché la figlia di Pascal è Margaux, la sua amante. Jack accetta di correre il rischio, sperando che non ci siano effetti collaterali. Quindi ora il prossimo obiettivo di Emily, dopo Stevie Grayson, è Pascal LeMarchal...
- Guest star: Karine Vanasse (Margaux LeMarchal), Gail O'Grady (Stevie Grayson), Henri Esteve (Javier Salgado), Olivier Martinez (Pascal LeMarchal).

## Dipendenza
- Titolo originale: Addiction
- Diretto da: Tara Nicole Weyr
- Scritto da: Joe Fazzio

Victoria ha ricevuto un altro regalo da Pascal, un quadro dall'inestimabile valore custodito al Metropolitan Museum of Art che potrà godersi per qualche mese, ma non accetta il regalo e va furiosa all'ufficio dell'uomo. Emily continua a cercare Aiden e il significato della sigla "TWM" della lettera di Pascal. Charlotte è ritornata ad odiare Emily, mentre Daniel le chiede di allearsi per distruggere gli amici di Emily, tranne Jack. Emily cerca di avvicinarsi a Pascal per sottrarre informazioni da lui. Si scopre che Victoria aveva avuto una breve relazione disastrosa con Pascal nella sua giovinezza, ed è per questo che non ha più intenzione di riprendere i legami con lui. Margaux riceve l'opportunità di essere assunta come capo-redattrice per una rivista di Vito Splendido a Roma, ma è decisa a rifiutare per iniziare la sua nuova storia con Jack, Carl e "Voulez", ma Jack vuole spronarla a non gettare questa opportunità. Emily fa la conoscenza di Javier, che sta lavorando su un programma di avatar dei personaggi famosi, e comincia con Charlotte. L'alleanza tra Daniel e Margaux sembra sciolta, dato che la ragazza vuole accettare l'offerta di Vito Splendido, ma lui cerca di farla restare tirando fuori la storia tra Jack ed Emily, usando Charlotte. Daniel diventa ogni giorno più simile ai perfidi genitori. Emily si reca da Pascal per invitarlo ad una festa di beneficenza a tema casinò, essendo lui un giocatore d'azzardo incallito, ma non si fida per il recente scandalo che la concerneva. Emily, il giorno dopo, chiede a Stevie di dirle qualcosa riguardo a Pascal; Stevie le racconta della sua trapassata relazione con Victoria e, dopo che Stevie si disintossicò, lei stava assieme a Conrad e Pascal non c'era più, era scomparso all'improvviso. Margaux vede Jack ed Emily insieme e si ingelosisce. Si scoprono più dettagli di quando Victoria e Pascal si incontrarono: lei aveva 16 anni quando ancora studiava Belle Arti a Parigi e incontrò un bel giorno Pascal in un mercatino delle pulci, dove lui aveva una bancarella. Dovette arrivare il giorno del ritorno a New York, e ogni giorno le mandava un'orchidea. Quando ritornò a Parigi senza avvisarlo, lo trovò con un'altra donna. Daniel e Victoria vogliono partecipare alla festa di beneficenza a tema casinò di Emily per scoprire che cosa abbia in mente. Emily, seduta in un bancone, dopo aver preso un aereo diretto alle Bermuda, viene sorpresa da Aiden. Emily vuole sapere che cosa ne pensi Aiden della lettera di Pascal, ma Aiden pensa che Emily abbia voluto solo vederlo. Emily confessa di pensare ancora a lui, ma lui non vuole più tornare con lei e se ne va via. Pascal cede finalmente "Voulez" a sua figlia, proprio come desiderava. Conrad, dopo aver scoperto la relazione di sangue tra Stevie e Jack, le fa di nuovo visita, perché lo tradì quando era ancora suo marito. Daniel, nonostante non sia stato invitato, si presenta alla festa. Emily comincia il suo piano per avvolgere Pascal, ma Victoria lo porta via, seguendo il suo piano. Emily invita Pascal a giocare, ma lui la mette in coppia con Victoria. Javier, dopo aver astutamente modificato il trasmettitore della sua cavigliera, va alla festa e sembra voglia provarci con Charlotte. Infatti, in seguito le dà un fantastico bacio e Charlotte viene conquistata dalla sua sincerità e dalla sua semplicità. Margaux è molto contenta per il fatto che ora "Voulez" sia completamente sua, ma Jack non crede che Daniel l'abbia aiutata per il suo bene. Margaux inizia a farli delle scenate di gelosia, e crede che sia per colpa sua che l'abbia spronata ad accettare il lavoro in Italia, ma dopo essersi resa conto del suo sbaglio, invita Jack a giocare con loro. Stevie racconta a Conrad di come abbia abbandonato suo figlio e abbia odiato Conrad per averla lasciata. Alla fine Conrad la perdona e la capisce e mostra le sue vere emozioni per la prima volta. Victoria e Emily si sfidano a poker, e vince quest'ultima, dopo aver usato il suo anello di fidanzamento come gettone; ma in realtà è stata Victoria a farla vincere. Pascal offre un drink ad Emily, che propone al francese un'offerta: un'alleanza e dei soldi in cambio dei segreti più oscuri dei Grayson. Pascal accetta l'offerta, incattivito dall'intelligenza della ragazza. Stevie, leggermente sconvolta dalla sua discussione con Conrad, sta quasi per riprendere a bere, ma la mente la ferma. Intanto, Victoria si ferma nella suite di Pascal per parlargli di Emily, ma l'uomo le rivela quello che gli aveva detto Emily e le assicura che cercherà di scoprire quello che la ragazza ha in mente. Subito dopo, Pascal le chiede scusa e le promette che non la tradirà mai più, allora Victoria lo perdona e si lasciano andare in un bacio appassionato. Emily dice a Nolan che quando parlava con Pascal, aveva scoperto che c'era una telecamera che li riprendeva, stile Nolcam, le piccole telecamere che Nolan usava nella prima stagione e nella seconda, ma ha anche scoperto che Victoria aveva perso apposta. Mentre continuano a parlare sul vicolo cieco che "TWM" ha procurato loro, sopraggiunge Aiden, il quale afferma che la sigla "TWM" sta per Trevor Warren Mathis. Pertanto, Pascal stava parlando del padre di Aiden...
- Guest star: Karine Vanasse (Margaux LeMarchal), Barry Sloane (Aiden Mathis), Gail O'Grady (Stevie Grayson), Henri Esteve (Javier Salgado), Olivier Martinez (Pascal LeMarchal), Morgan Fairchild (Theresa), Kristin Carey (Sophie).

## Sangue
- Titolo originale: Blood
- Diretto da: Wendey Stanzler
- Scritto da: Karin Gist

Aiden si risveglia sudato dopo aver fatto un incubo nel quale lui da giovane trovava il corpo senza vita del padre in garage, avvolto da un bagno di sangue. Nonostante Aiden abbia capito che la sigla "TWM" stava per nome e cognome di suo padre, pensa che quella lettera sia ancora un mistero poiché nei tabulati e nei vecchi documenti niente collega Trevor Warren Mathis a Pascal LeMarchal nei pochi giorni prima della sua morte. Aiden aveva creduto per molto tempo che suo padre avesse davvero piazzato la bomba sul volo 197 e fosse quindi un terrorista, ma poi scoprì che la sorella Colinne era stata uccisa e suo padre costretto, ma ha ancora una speranza per svelare il mistero, e Emily è disposta ad aiutarlo. Victoria si risveglia dopo aver fatto l'amore con Pascal, ma vuole comunque pensarci lei ad Emily. Daniel è tornato a "Voulez", e cerca di riconciliarsi con sua sorella Charlotte, dicendole che Jack sta aiutando la donna che vuole rovinare la loro famiglia. Pascal chiude la sua collaborazione con Conrad, mentre Emily ed Aiden si recano a Londra per far visita alla madre di quest'ultimo, che non vede da 8 anni. I due, fingendo di essere fidanzati, cercano di carpire informazioni dalla madre riguardo a Trevor. Jack non si fida di Daniel. Nolan e Javier sono pronti per entrare in affari insieme, ma Javier non accetta il fatto che Nolan avrà il 70%. Pascal annuncia che fra due anni si ritirerà dagli affari per dedicarsi ai suoi sfizi e lascerà suo figlio Gideon, fratello di Margaux, al comando. Victoria fa visita in prigione al suo vecchio nemico/amico Mason Treadwell. Victoria vuole sapere quali segreti di Emily Mason ha in serbo, ma in cambio Mason rivuole la sua libertà! Conrad va in Sudamerica per rovinare i piani dell'ex alleato che voleva lavorare in quel territorio e dicendo al neosocio di Pascal, Alberto Loja, che in realtà fra due anni lavorerà con Gideon, il figlio di Pascal, e non con quest'ultimo, ma poi cerca di diventare lui il nuovo socio di Loja. Margaux è estremamente furiosa perché il padre cederà il "trono" a suo figlio, mentre Daniel la conforta. Jack li trova insieme e si ingelosisce. Emily riceve la chiamata di Mason, che vuole negoziare ex novo con la ragazza, altrimenti dirà tutto a Victoria. Charlotte si insospettisce dopo aver sentito Jack conversare con Emily. Daniel cerca di convincere Pascal ad apprezzare il duro lavoro che sua figlia fa. Stevie fa da legale per Treadwell, e gli porta buone notizie: fra pochi mesi sarà libero, ed Emily gli ha anche trasferito dei fondi per i suoi acquisti allo spaccio. Ma Mason non vuole questo accordo, vuole di più. Emily pretende che Aiden dica alla madre Harriet la verità sulla morte di Colinne, ma non ne ha il coraggio. Mentre parlano in garage, Aiden nota una frase incisa sull'ultimo tavolo che lui e suo padre Trevor avevano fabbricato. La frase riporta un nome: Oscar Chapman. Questo nome sembra un indizio che Trevor ha lasciato a suo figlio. Victoria vuole che Mason esca di prigione e suppone che Conrad lo ricatti; subito dopo riceve la chiamata di uno dei suoi uomini il quale la informa che Stevie ha fatto visita a Mason. Aiden ed Emily si preparano ad andare, ma Aiden rimane con Herriet per parlarle e le dice che non è vero che lui ed Emily stanno insieme, ma le rivela anche la verità sul rapimento di Colinne, che avevano minacciato Trevor dicendogli che se avesse piazzato la bomba sul volo 197, avrebbero rilasciato Colinne (sta palesemente parlando della trapassata Americon Initiative), e infine le rivela che Colinne è morta, come gli uomini che la rapirono. Così facendo, ha assicurato sua madre sul fatto che Trevor non era né un mostro né uno spietato terrorista, come tutti credevano. Charlotte ha iniziato una nuova storia con Javier, dopo la sua travagliata relazione con Declan Porter che ha visto vari nemici piazzarsi sulla loro strada, e le rivela della sua precedente collaborazione con Jack per decriptare alcuni codici. Purtroppo, Charlotte ha dilaniato i suoi dubbi, ma dice che Daniel potrà aiutare Javier a vincere contro Nolan. Margaux e Pascal hanno un amaro confronto, ma sembra che padre e figlia si stiano riavvicinando, allora Pascal accetta di sentire i suoi piani. Aiden riesce ad ottenere informazioni su Oscar Chapman: era un giornalista free-lance che lavorava a Londra alla LeMarchal Media, l'impero mediatico di Pascal, ma nel '93 morì in un incidente stradale. Aiden ringrazia Emily per averlo aiutato e poi si baciano. Aiden ed Emily sono finalmente tornati insieme e fanno l'amore. In prigione, Mason si mette una crema protettiva sul viso, ma in seguito si sente soffocare, gli sembra che tutto gli giri attorno, inizia ad uscirgli la bava dalla bocca e... muore! Victoria, dopo che Stevie ha deciso di cederle Grayson Manor, ritorna di nuovo da lei per chiederle che relazione abbia con Mason Treadwell. Per spingerla a fuggire, le lascia sul tavolo una bottiglia di buon whisky, avvertendola di stare attenta alle persone che ama e di guardarsi alle spalle. Pascal cerca invano di contattare Gideon, ma Conrad gli prepara un'amara sorpresa. Margaux e Daniel brindano insieme per la sua vittoria. Dopo l'acido scontro che ha avuto con Victoria, Stevie, che si dà la colpa per la morte di Mason, cade di nuovo nella spirale degli alcolici, ma il figlio la coglie in flagrante. Stevie è disperata e piangente, allora Jack vuole riportarla a Los Angeles. Stevie gli chiede di venire con lei e portare con sé anche Emily, ma Jack non vuole, allora la donna si convince che Jack sia ancora innamorato di Emily. Mason, che non è realmente morto, si ritrova dentro una sacca e, dopo poco, si ritrova davanti Nolan, il quale ha architettato tutto per permettergli di fuggire di prigione. Infatti la crema che Mason si era spalmato sul viso è una crema speciale di Emily con potente erba giapponese che provoca la morte apparente per 12 ore. Mason ha ottenuto quello che voleva; ora ha una nuova identità e lo aspettano le Maldive, dove Emily gli ha preparato un perfetto rifugio per dedicarsi alla sua passione: la scrittura. In cambio di ciò, Mason dovrà mantenere il silenzio, ma Nolan gli chiede anche qualche informazione sul giornalista Oscar Chapman. Emily, dopo aver fatto sesso con Aiden, riceve la chiamata di Nolan con tutte le informazioni sul giornalista scomparso. Dopo ciò, Emily dice ad Aiden che l'uomo che sa del coinvolgimento di Pascal nel volo 197 ha solo inscenato la sua morte, e perciò i due si preparano a mettersi alla ricerca di Oscar Chapman...
- Guest star: Barry Sloane (Aiden Mathis), Karine Vanasse (Margaux LeMarchal), Gail O'Grady (Stevie Grayson), Henri Esteve (Javier Salgado), Olivier Martinez (Pascal LeMarchal), Roger Bart (Mason Treadwell), Claire Jacobs (Harriet Mathis), Len Cordova (Alberto Loja), Braden Fitzgerald (Aiden a 12 anni).

## Alleanza
- Titolo originale: Allegiance
- Diretto da: Jennifer Wilkinson
- Scritto da: Ted Sullivan

Emily cade piano piano nella trappola di Pascal e Victoria, ma lei ha già capito tutto. Grazie a un programma di Nolan, Aiden riesce, con l'impronta digitale di Pascal, ad accedere a una delle stanze più protette della LeMarchal Media per provare che Oscar Chapman è ancora vivo. Javier e Charlotte hanno fatto l'amore, e Javier è stato convinto da Charlotte a lavorare con Daniel. In realtà, era tutto un piano di Daniel per mettere le mani sul programma di Javier, chiamato MyClone. Daniel mostra a Margaux il geniale programma di Javier e le propone di farlo vedere a Pascal. Victoria viene scossa dalla presenza di un uomo, Luke Gilliam, a una gara di equitazione all'ippodromo. Si spostano nella stalla per parlare in privato, ed Emily li ha seguiti. Emily scopre due cose importanti: quel Luke Gilliam era l'uomo che Conrad stava per incastrare, e lavorava alla Grayson Global, ma al suo posto venne incastrato David, e poi afferma di detenere ancora plurime prove per incolparli. Emily, tornata a casa, trova Luke Gilliam nella foto di tutti quelli che hanno incastrato suo padre, ma non riuscì a vendicarsi di lui perché David non parlava mai di lui nei suoi diari e poi sparì prima che la Grayson Global fosse collegata all'attentato. Con la liquidazione, Gilliam fondò una società di gas naturale e ora è tornato negli Hamptons per ritirare un premio per i suoi lavori. La ragazza vuole impossessarsi delle prove che Luke Gilliam possiede sull'attentato, mentre Aiden ha scoperto solo pochissime cose su Chapman. Stevie è partita, e Jack si sente trascurato da Margaux, solo dopo capisce che Pascal ha intenzione di lasciare alla figlia non solo le redini di "Voulez", ma di tutta la potentissima LeMarchal Media. Jack va da Emily, che ha scoperto più cose su Luke Gilliam: la società di gas naturale che gestisce è solo una facciata, poiché usa sostanze tossiche, che vengono rigettate in acqua; ha intenzione di parlare con lui, e chiede l'aiuto di Jack. Nolan sta portando Aiden sulla buona pista: lo porta da una donna, Brenda Evans, che 20 anni prima svuotò il conto di Oscar Chapman con documenti falsi, quindi o l'ha derubato o lavorava con lui. Victoria litiga con Pascal dopo aver scoperto che lui aveva tratto profitto dalla morte di David ed era anch'egli coinvolto nei loro loschi piani. Dopo una lite manesca, Pascal le rivela la storia di Chapman e del fatto che se Conrad fosse andato a fondo per colpa di quel giornalista, avrebbe portato con sé anche Victoria, così mise a tacere la storia perché la amava. Cosicché Victoria si convince che Conrad cerca di allontanarli l'uno dall'altra. Pascal ha un piano per fermare Conrad, ma non esente da rischi. Emily e Luke si incontrano e iniziano a parlare. Emily gli ha mentito dicendo che è in cerca di lavoro da lui. Anche Jack fa parte del teatrino, lamentandosi del fatto che uno dei suoi pozzi stia vicino a casa loro e che non possono bere l'acqua inquinata. Emily finge di difendere Luke, dopo aver preso un campione di studio dell'acqua dalla borsa di Luke, che li usa per provare alla gente che la sua acqua non è nociva. Luke la invita alla premiazione. Daniel, con le sue conoscenze, è riuscito a liberare Javier dalla libertà vigilata e fanno un colloquio tutti e 4, lui, Javier, Charlotte e Margaux, per parlare dei loro affari. Margaux e Daniel sono riusciti alla fine a prendersi gioco del giovane genio, regalandogli una macchina e un futuro splendente. Brenda viene visitata da Nolan ed Aiden e, dopo aver sentito il nome di Oscar, colpisce Nolan con la pistola elettrica e scappa, inseguita da Aiden. Il ragazzo riesce ad acchiapparla e scopre che quella persona non è Brenda Evans ma proprio Oscar Chapman! Oscar li accoglie a casa sua e si scopre che lui ha dovuto vivere per tanti anni con l'identità di una donna, cioè Brenda Evans, ma anche che conosceva Trevor Mathis, poiché quando si trasferì a Londra, venne da lui Trevor per raccontargli lo scoop del secolo e rivela ad Aiden cose che non sapeva: Trevor non sapeva neanche di aver piazzato la bomba, la Americon Initiative gli aveva detto che la valigetta conteneva diamanti e gli dice anche che Trevor non si suicidò, ma fu assassinato dopo che decise di prendersi le sue responsabilità e dopo che Oscar raccontò la storia senza volere a Pascal; in seguito chiamò Trevor per ordinargli di raccogliere le sue cose e scappare, ma poi non si presentò. Pascal aveva inscenato tutto, perché uccise lui Trevor Mathis. Nolan ed Aiden pregano Oscar di confessare tutto, e lui accetta. Javier ancora non vuole tradire Nolan e firmare il contratto con Daniel e Charlotte continua ad opprimerlo per non fidarsi di Nolan. Emily, intanto, ha scoperto che Luke mente a tutti quando beve la provetta per dimostrare alla gente che la sua acqua non è nociva, perché la falsa provetta che beve è una soluzione salina più gelatina. Emily dà in mano a Jack la rovina di Luke per permettere a lui di distruggere quel truffatore. Pascal passa da Conrad e lo minaccia con le conversazioni riguardo alla bomba, a David, ogni parola che ha registrato. Aiden è felice dopo aver scoperto che suo padre non era un vigliacco come credeva e, mentre lui e Nolan camminano per strada, vengono fotografati da qualcuno. Victoria rivela a Daniel che è stata lei a portare Luke da loro e la sua lite all'ippodromo era solo una sua messa in scena, l'ha candidato lei alla premiazione. Victoria l'ha portato qui per una sua teoria su Emily. Nolan, come Javier desiderava, ha modificato il contratto e Javier gli rivela che è grazie a Daniel se non è più agli arresti domiciliari. Nolan si arrabbia con lui e gli dice che i due si sono presi gioco di lui. Durante la conferenza di Luke per gli ambientalisti, Jack mette la chiavetta USB con tutta la verità su Luke nel computer e le diapositive vengono proiettate. Poco dopo, Luke si rende conto di aver bevuto la provetta con i veri componenti nocivi, e non la falsa che usava per imbrogliare gli ambientalisti. Luke si sente subito male e cade sul palco. Oscar si ritrova Pascal in salotto, che prende la pistola e gli spara dritto al cuore. Luke, in ospedale dopo aver bevuto i suoi componenti tossici e mentre guarda il video della sua disfatta, viene sconvolto dal video di una persona incappucciata con la voce modificata, cioè Emily che gli rivela che non aveva intenzione di ucciderlo, avendo messo della droga nella provetta, e gli chiede le prove per ricattare Conrad. Allora, Luke cede e le promette che avrà quel che vuole. Jack va da Margaux per convincerla che Daniel non è suo amico e la sta usando e se ne va dopo aver chiuso con lei. Mentre Daniel e Charlotte chiacchierano, vengono travolti da delle scintille provocate da Nolan stesso. Nolan, infuriato più che mai, proclama la guerra contro di lui. Conrad va da Aiden per mostrargli le foto del cadavere di Chapman così da forgiare una nuova alleanza contro Pascal. Solo dopo che Aiden se ne va, si viene a sapere che è stato Conrad a dire a Pascal dove si trovava Oscar Chapman. Emily ha delle prove che dimostrano che Conrad era coinvolto, ma non è abbastanza. Emily è pronta a mettere un'altra crocetta rossa sul volto di Luke nella foto di coloro che hanno incastrato David, la stessa cosa che fa Victoria, perché anche lei ha la stessa fotografia per provare le sue tesi, infatti ha messo una crocetta nera sui volti di tutti quelli che erano coinvolti nel complotto contro David e che prontamente sono scomparsi dopo essere stati rovinati: Lydia Davis, Tom Kingsly... e ora Luke Gilliam. Grazie a tutto ciò, Victoria si rende finalmente conto che Emily ha sempre puntato contro di lei e la sua famiglia e soprattutto che la sua è una vendetta per David...
- Guest star: Barry Sloane (Aiden Mathis), Karine Vanasse (Margaux LeMarchal), Olivier Martinez (Pascal LeMarchal), Henri Esteve (Javier Salgado), Tim DeKay (Luke Gilliam), John Prosky (Oscar Chapman).

## Rivoluzione
- Titolo originale: Revolution
- Diretto da: Christopher Moore
- Scritto da: Shannon Goss

Conrad continua ad insistere con Aiden per forgiare un'alleanza, mentre Victoria sta piano piano trapelando i segreti di Emily. Pascal chiede la sua mano in matrimonio, e lei accetta con le lacrime agli occhi. Victoria e Pascal hanno intenzione di celebrare il matrimonio in Corsica. Nel mentre, Nolan, Emily ed Aiden stanno elaborando un piano piuttosto rischioso. Dopo che Pascal scende dalla sua macchina per andare ad un incontro d'affari, Aiden gli punta una pistola sul collo e lo rapisce. Pascal viene portato davanti ad Emily e gli viene tolto il cappuccio. Emily si fa passare per un agente di polizia, Rebecca Stone, ed esige la verità! Emily gli mente dicendo che da 3 anni è sotto copertura per incolpare i Grayson di riciclaggio di denaro, omicidio, terrorismo, ecc... e gli confisca il telefono perché l'uomo rifiuta di confessare. Charlotte riceve una lettera indirizzata a lei, ma col cognome Clarke, da un anonimo e sembra avere l'animo turbato. Victoria pensa che sia uno squilibrato che vorrebbe spaventarla. Charlotte si mette la strana idea in testa che David, suo padre, sia ancora vivo poiché la calligrafia della lettera è uguale a quella dei diari di David che Amanda le aveva mostrato. Emily, Aiden e Nolan ascoltano la registrazione della conversazione tra Pascal e Conrad, ma non ha niente a che fare con il volo 197. Quindi capiscono che Pascal stava bleffando, e Conrad ancora non sa di essere minacciato per nulla. Conrad dice a Victoria dell'omicidio di Oscar Chapman che Pascal, suo futuro marito, ha commesso, così da provocare ulteriori liti tra lei e Pascal. Jack è intento a traslocare e Charlotte va da lui per mostrargli la lettera che ha ricevuto e gli parla delle sue ipotesi sul fatto che David Clarke sia ancora vivo, ma dice anche che ha trovato altre due lettere nascoste da sua madre. La ragazza vuole che Jack le faccia vedere i diari. Emily, sotto le mentite spoglie dell'agente Rebecca Stone, mostra a Pascal tutti gli indizi che ha raccolto nel tempo, anche la lettera con la sigla "TWM" e la foto del cadavere di Oscar Chapman. Emily, perdendo la pazienza, si infuria con lui e dice che se lui non collaborerà con loro, allora sarà costretta ad incolpare Margaux dei suoi crimini. Emily gli dà degli auricolari e un microregistratore che dovrà portare per la festa del lancio di MyClone così da poter ottenere una confessione da Conrad e Victoria e, in cambio, lascerà il paese da uomo libero. Pascal accetta di collaborare per imprigionare Conrad, ad una condizione: Victoria non dovrà fare la sua stessa fine. Allora Emily accetta, gli dà un numero di telefono casomai i piani cambiassero e gli predice che Aiden lo aspetterà vicino al suo ufficio mezz'ora prima della festa del lancio. Pascal, tornato a Grayson Manor, inizia a diventare scontroso con Victoria e le dice che dopo la presentazione del programma di Javier, dovranno andare a Parigi. Victoria, insospettita, fruga nel cappotto di Pascal e trova il contatto telefonico che Emily alias Rebecca gli aveva dato e prende il telefono per chiamare quel numero. Risponde la segreteria, che dice di essere l'ufficio di sicurezza nazionale dell'agente Rebecca Stone. Emily, intanto, promette che non appena Pascal avrà ottenuto una confessione da Conrad e Victoria, non permetterà all'uomo di fuggire dal paese e lo riporterà da Aiden così che possa finire la sua vendetta. Victoria parla con Daniel su quel che ha scoperto. Victoria sta ormai perdendo la sua fiducia in lui, ma Daniel le assicura che Pascal non la tradirà una seconda volta. Jack ha affidato a Nolan il compito di scoprire l'ubicazione del mittente delle lettere che Charlotte ha ricevuto. Il mittente, che dovrebbe chiamarsi Kurt Renner, vive sulle Berkshire Mountains. Daniel rivela al padre che Pascal è in contatto con i federali per incastrarlo. Allora gli propone un piano. Il giorno dopo, Daniel propone a Margaux di farsi fare un testamento scritto da Pascal per assicurarsi che si impossesserà per davvero di tutto il suo patrimonio. Jack, ma anche Charlotte, si recano da questo presunto Kurt Renner. Jack trova sulla scrivania una miriade di articoli sul volo 197, i nemici di David Clarke e il libro di Mason Treadwell. Charlotte, dopo aver trovato la stessa carta usata nelle lettere ricevute, si convince sempre più che suo padre è ancora vivo, ma Jack riesce a convincerla che il mittente delle lettere sia solo un semplice squilibrato intento a spaventarla. Poco prima di andare via, Jack trova un anello e se lo porta via. Appena escono, un giovane ragazzo esce dal suo nascondiglio. Margaux vuole assolutamente che suo padre le scriva un documento ufficiale comprovante l'effettivo passaggio di ruolo di direttore a suo nome, e Pascal accetta senza esitare. La festa per l'inaugurazione di MyClone ha finalmente inizio. Javier si arrabbia perché Nolan ed Emily si sono presentati all'inaugurazione. Victoria inizia ad essere un disturbo per il piano di Emily, siccome chiede a Pascal di lasciare la festa e partire al momento. All'inaugurazione, purtroppo, il prototipo di MyClone non funziona come previsto e va tutto a monte, per colpa di Nolan che ha manipolato l'acquisizione dati di tutti i presenti alla festa per dimostrare a Javier che si sarebbe pentito della sua scelta. Infatti, subito dopo Daniel licenzia Javier. Intanto, Pascal va a parlare con Conrad, che gli chiede di accompagnarlo da qualche parte (è un suo piano per liberarsi di Pascal). Daniel dice a Margaux che è stata tutta colpa di Nolan Ross se MyClone è andato a rotoli e preannuncia che diranno tutto alla stampa. Emily si rende conto che Pascal sta andando nella direzione sbagliata e lo segue. La stessa cosa fa Victoria. Pascal e Conrad montano in ascensore, ma salgono su, non scendono. Emily si allarma e va nel loro piano, cioè il tetto. Conrad ha portato Pascal nel tetto, dove fa azionare l'elicottero invitandolo a salire a bordo con lui. Pascal riesce ad ottenere piano piano la confessione, ma il rumore delle eliche dell'elicottero disturba il suono del microregistratore. Conrad dice a Pascal le sue ultime parole e lo spinge contro le eliche. Il corpo di Pascal viene sfracellato dalle eliche e Conrad si sporca tutti i vestiti di sangue. Prima che Victoria intervenga, Emily si nasconde. Victoria, appena arrivata, trova il corpo di Pascal giacente per terra, tutto insanguinato, e inizia ad urlare. Conrad non viene arrestato dalla polizia perché dà una confessione falsa, dicendo che Pascal era inciampato. Anche il pilota conferma. Dopo che Charlotte ha lasciato lo Stowaway per passeggiare, Jack tira fuori dalla tasca l'anello, con l'anagramma DC, ignaro del fatto che il giovane ragazzo nascosto nel capanno, proprio Kurt Renner, lo stia osservando. Margaux riceve la notizia della morte di suo padre ed è affranta. Anche questa volta, il piano di Emily è fallito, ma ha già in mente un altro piano. Anche Victoria è disperata e triste e accusa Daniel di aver rivelato tutto a Conrad. Per sapere dove si trovino i federali che hanno usato Pascal, richiama il numero che trovò nella sua giacca ma scopre che il numero non è più attivo. Intanto, Charlotte sta passeggiando in spiaggia, ma subito dopo viene rapita da un uomo in nero...
- Guest star: Barry Sloane (Aiden Mathis), Karine Vanasse (Margaux LeMarchal), Olivier Martinez (Pascal LeMarchal), Henri Esteve (Javier Salgado), Linc Hand (Kurt Renner).

## Impeto
- Titolo originale: Impetus
- Diretto da: J. Miller Tobin
- Scritto da: Gretchen J. Berg & Aaron Harberts

In realtà Charlotte è stata rapita da Aiden e portata in una specie di studio televisivo dove Emily è pronta a filmarla dietro ad un vetro oscurato. Victoria è ancora distrutta dalla morte di Pascal, e crede che Emily sia coinvolta. Daniel si affida allora il compito di indagare sull'identità dell'agente che ha collaborato con Pascal. Margaux assume un detective invano per scoprire cosa c'è dietro alla morte di suo padre, ma scopre un dettaglio piuttosto curioso: sul cadavere di Pascal hanno trovato un microfono, ma non se ne preoccupa poiché era abitudine di Pascal registrare le conversazioni che aveva con gli uomini di cui non si fidava. Javier avverte Jack che Charlotte non risponde più alle sue chiamate, e Jack si allarma subito. Emily registra Charlotte imbavagliata e manda il video a Conrad, che subito dopo riceve la chiamata di colei che ha rapito la ragazza (Emily). Emily ordina a Conrad di confessare assieme a Victoria riguardo al coinvolgimento nell'atto terroristico del volo 197, per riavere indietro Charlotte. Emily riesce ad ascoltare la chiamata di Conrad ad un certo Duke Marino, uno dei suoi mentori, e vuole incontrarlo al molo 16. Dalle registrazioni dell'edificio dove si è tenuta la festa d'inaugurazione di MyClone che Margaux è riuscita ad ottenere, appare una donna, che la ragazza non riconosce, ma forse Daniel sì. Conrad aspetta Marino al molo, ma trova una scatola sotto ad una panchina. La scatola contiene un tablet con l'uomo misterioso intento a picchiare Charlotte. L'uomo chiede a Conrad di fare una conferenza stampa nella quale confessa tutto, e dopo questo Conrad trova un orecchio mozzato di Charlotte (ovviamente finto). In realtà, il video nel quale Aiden picchiava Charlotte non era vero, Nolan aveva usato MyClone. Victoria trova Carl piangente per terra e, quando lo prende in braccio, raccoglie col fazzoletto del sangue dalle sue mani. Charlotte viene messa davanti a dei televisori ed Emily le mostra tutta la verità su Conrad Grayson e Victoria Grayson e le dice di avere la forza per denunciare i suoi genitori, ma subito dopo interviene Jack, che ha scoperto dove si trovano. Conrad si presenta di nuovo a Grayson Manor e, prima che Victoria lo aggredisca, le mostra cosa hanno fatto alla loro figlia. Aiden non vuole più permettere che Charlotte soffra, perché rivede in quello che le stanno facendo ciò che l'Initiative ha fatto a sua sorella Colinne, allora Emily va in farmacia per prenderle dei calmanti. Victoria ha preso il sangue di Carl e i capelli di Charlotte proprio per darli al presunto Kurt Renner, che aveva pagato così che scrivesse a Charlotte, a lei venisse il dubbio e si mettesse alla ricerca di Kurt, e lo manda a fare gli esami del sangue; questo per sapere se Charlotte e la defunta Amanda sono davvero sorelle! Il detective di Margaux vuole parlare con Emily e le offre un passaggio alla centrale per parlare di Conrad. Il detective ipotizza che la donna nella foto sia proprio lei. Emily si trova alle strette e non sa cosa fare, ma poi fa partire una chiamata a Nolan per fargli sentire la sua conversazione con il poliziotto, così da poterla casomai salvare. Purtroppo, sul microregistratore che Pascal aveva sul corpo hanno trovato delle impronte digitali parziali, ma Emily non vuole dargliele. Allora interviene Daniel, causa di tutto ciò poiché ha scoperto lui che la donna della foto era l'ex moglie, che dice al detective dove può trovare le sue impronte. Nolan avverte subito Aiden del pericolo. Allora Aiden li raggiunge, e convince Jack a continuare il loro piano. Kurt, se si chiama davvero così, porta i risultati degli esami a Victoria. La donna sembra aver scoperto tutto, ma accusa Conrad di aver inscenato tutto questo per indurre l'ex moglie a confessare. Jack, amareggiato e con i sensi di colpa, lascia andare Charlotte! Nolan, invece, è intento ad alterare le impronte di Emily e di Amanda. Mentre Daniel ed Emily conversano, Aiden entra in centrale ed aggredisce Daniel. Anche Margaux viene in centrale, infuriata con Daniel perché pensa di averla sfruttata per vendicarsi di Emily, ma le dice tutto quello che pensa su Emily. Il detective porta ad Emily la buona notizia: l'impronta sul microfono e la sua non corrispondono, e la lascia andare ma la avverte che si ritroveranno. Jack, mascherato, porta Charlotte in spiaggia e le lascia un coltellino in mano per potersi liberare. La conferenza stampa sta per avere inizio, ma Charlotte giunge a casa e accusa Conrad di tutto quello che ha sentito: l'aver incastrato David Clarke, l'aver riciclato denaro per l'American Initiative e l'aver insabbiato tutto. Afferma di voler andare a dire tutto alla polizia, ma Conrad la ferma insultandola con amare parole e dicendo di avere il potere di farla sparire in qualsiasi momento lui voglia. Ma lui non sa che Charlotte sta inconsapevolmente registrando la sua confessione con la spilletta che ha sul cappotto, quella che Jack le ha messo, perché non l'aveva davvero lasciata per i sensi di colpa ma per un ordine di Aiden. Era tutto un piano elaborato da Emily, che, dopo aver visto tutto in diretta con Nolan, manda la registrazione a tutte le televisioni nazionali. Ora tutti sanno quello che Conrad Grayson ha fatto ed Emily ha finalmente vinto! Conrad, però, non ha intenzione di fuggire perché vuole andarsene in modo onorevole, dopo aver accusato Victoria di aver organizzato tutto lei. Conrad è anche intenzionato a far uscire in tribunale tutti gli scheletri nell'armadio di Victoria, dal fatto che era sua complice fino all'omicidio di Helen Crowley. Gli agenti vengono per portare via Conrad, mentre Victoria lo saluta sorridente. Per Conrad Grayson è finita! È vero che Conrad Grayson è stato eliminato, ma per Emily non è finita: manca ancora Victoria. Aiden le propone di rimandare al domani, però ritornano finalmente insieme. Interviene Jack, un po' geloso per il loro ritorno insieme. Si viene a sapere che Jack era stato mandato da Aiden stesso per liberare Charlotte, nonostante non sapesse come potesse Charlotte aiutarli a far confessare Conrad, ma Emily sapeva che la ragazza, dopo aver scoperto la verità, avrebbe affrontato il padre e ottenuto involontariamente una confessione, e quindi la conferenza stampa non le serviva. Jack, in realtà, non era venuto per Charlotte ma per dirle della specie di tempio per David Clarke che lui e Charlotte avevano trovato, e poi le mostra l'anello, lo stesso anello che David aveva. Victoria, intanto, rivela a Daniel che aveva rifiutato il riscatto di Charlotte, ma per l'esame che aveva mandato. Conrad, in prigione, riceve la visita di Emily che gli rivela di essere lei l'artefice di tutto quello che gli è successo, in memoria di David e Amanda Clarke. Conrad le chiede di quello che accadrà a Victoria, ed Emily ammette di non aver ancora finito. Allora l'uomo le augura buona fortuna...
- Guest star: Karine Vanasse (Margaux LeMarchal), Nicola Lambo (Reporter), Linc Hand (Kurt Renner).

## Esecuzione
- Titolo originale: Execution
- Diretto da: Kenneth Fink
- Scritto da: Sunil Nayar & Joe Fazzio

Emily continua a pensare all'anello di suo padre, ma è felice per il fatto che Conrad sia ormai dietro alle sbarre. La salma di Pascal viene portata in Francia, ma Victoria è ancora dell'idea di farla pagare a Emily. Il processo di Conrad è terminato con la sua sconfitta, ma il giudice gli dice che farà riaprire il caso David Clarke, e anche Emily partecipa in lacrime al processo, gloriosa e vittoriosa. Il team Emily si riunisce per celebrare la vittoria, ma Nolan è pervenuto alla persona che abita il vecchio capanno del nonno di Emily. Allora la ragazza vuole scoprire chi viva in quel capanno. Margaux riceve la sorprendente visita di Gideon, che dice di non aver mai voluto gestire la società. Javier va da Nolan per scusarsi per non averlo ascoltato. Javier vuole andarsene via, ma Nolan lo spinge a trattenersi ancora per riappropriarsi di MyClone. Intanto Conrad è immerso fino al collo di pratiche illegali, poiché i federali hanno riaperto anche il caso dell'omicidio/incidente di Pascal LeMarchal, e il suo avvocato gli preannuncia la prigione a vita. Nel mentre, Victoria ha in mano un documento che potrebbe girare le carte in tavola: i DNA di Charlotte e quello di Carl non corrispondono e ha scoperto che Amanda non era quel che diceva di essere! Emily si reca nel vecchio capanno del nonno, per scoprire chi vi abiti, e viene sorpresa da Kurt. Segue una lotta tra i due ed Emily ha la meglio, ma trova una siringa piantata sulla sua gamba. Emily, tornata a casa, scopre che Kurt lavora per Victoria e che quella siringa l'aveva usata per prelevarle un campione del DNA. Emily vuole far ritornare in scena Michelle Banks, la psicologa apparsa nella prima stagione che in passato la rinchiuse in un centro giovanile facendole credere che suo padre fosse un criminale. Si scopre che è stato Nolan a chiamare Gideon perché venisse, ha in mente un piano per impossessarsi di MyClone. Infatti Gideon è ancora arrabbiato dentro per il fatto che suo padre abbia tolto il comando dalle sue mani e l'abbia passato alla figlia. La polizia indaga ancora sui rapitori di Charlotte. In prigione, Conrad viene aggredito da un agente di sicurezza per il fatto che Conrad abbia fatto spirare le anime di centinaia di persone in quel volo. Aiden si presenta allo studio di Michelle Banks e afferma di essere un amico di Amanda Clarke. Michelle viene turbata da questo fatto ma le vengono chieste da Aiden le prove che ha sulla colpevolezza di Victoria, e Michelle accetta di prendere le registrazioni, ma in corridoio dice a qualcuno "è tutto tuo ora". Quella persona è proprio Victoria. Appena Aiden si trova davanti Victoria, cade per terra senza sensi dopo aver bevuto il tè drogato datogli da Michelle, siccome lei e Victoria sapevano bene che avrebbe accettato, essendo un inglese. Aiden si riprende e cerca di strangolare Victoria, ma cade di nuovo a terra. La tossina che c'era nel tè lo porterà dritto dritto alla paralisi. Allora Victoria, dopo aver detto le sue ultime parole, prende un cuscino e lo soffoca, uccidendolo. Così, come Emily ha tolto a Victoria l'amore della sua vita Pascal, lei le ha tolto il suo. Emily viene sconvolta dalla favolosa notizia che l'ormai defunto David Clarke è stato scagionato da ogni accusa e non è più considerato un criminale. Lei e Jack festeggiano insieme allo Stowaway. Tornata a casa, Emily, ancora inconsapevole della morte del suo fidanzato, trova Aiden seduto sul divano davanti al camino. Solo dopo scopre che Aiden è morto, mentre Victoria sente le sue urla da casa. Il giorno dopo, Emily, ancora in lutto, viene visitata da Nolan. Per spiegare la morte di Aiden, Emily, ormai consapevole del fatto che sia stata Victoria l'assassina del suo amante, dice alla polizia che si è trattato di un suicidio. Michelle riceve la visita di Emily, che vuole ucciderla per essere stata complice dell'omicido di Aiden Mathis, ma la risparmia facendole comunque vedere le registrazioni del '93, quando Michelle aveva rinchiuso la giovane Amanda in una casa famiglia e le aveva tolto l'ultima possibilità di rivedere suo padre. Subito dopo, Emily va a parlare con Charlotte, che non la gradisce. Emily le dà l'anello di David e le chiede di spostare la bara di suo padre in un luogo più sicuro. Siccome Charlotte non accetta di profanare la bara di David, Emily se ne assume la responsabilità. Daniel e Gideon passano una notte in un locale, bevendo e spassandosela. Emily va a profanare la bara di suo padre, ma si rende conto della presenza di qualcuno. Victoria esce fuori e iniziano a parlare. Ormai Victoria ha scoperto che lei è Amanda Clarke. Emily, in realtà, sta scavando sulla tomba di Amanda (per non confondere, la vera Emily Thorne ndr) e, dopo averglielo detto, colpisce Victoria in faccia con la pala. Nolan e Jack si allarmano per la scomparsa di Emily. Charlotte va furiosa da Jack e gli chiede perché abbia dato l'anello di David a Emily e, prima di andarsene, Jack le mette la mano sulla spalla per fermarla. Allora Charlotte ricorda tutto. Poco dopo, la ragazza, per confermare le sue ipotesi sulla persona che l'aveva liberata dopo il rapimento, spacca il vetro del finestrino della macchina di Jack e trova il pezzo di stoffa della sua giacca sul sedile, scoprendo che fu Jack a liberarla, ma sbagliando a pensare che fu sempre lui a rapirla. L'agente che aveva aggredito Conrad lo fa evadere, poiché Conrad si fa passare per un prete. Nel mentre, Daniel si risveglia su un letto e chiama Margaux per chiederle di venire da lui in quella suite, ma non sa di aver dormito di fianco al cadavere della ragazza con la quale aveva passato la notte insieme. Gideon porta la foto del cadavere e Daniel a Nolan. Gideon ha intenzione di ricattare Daniel, che ha involontariamente ucciso la ragazza, con quella foto. Nolan non sa proprio cosa fare ora. La polizia va da Jack perché hanno dei sospetti sul fatto che sia stato lui a rapire Charlotte, infatti è stata proprio lei a denunciarlo, dopo aver scoperto tutto. Mentre Conrad passeggia tranquillamente per strada aspettando il furgone che lo farà portare via, il furgone arriva, ma non con la persona desiderata. Infatti, appena si gira, l'uomo incappucciato scende dalla macchina e si toglie il cappuccio; quell'uomo è proprio... David Clarke! Conrad non crede ai suoi occhi, ma David prende il coltello e infilza nel ventre Conrad, poi scappa lasciando l'uomo morente per terra, non dopo avergli messo il coltello in mano, per far passare la sua morte come un suicidio. Victoria si risveglia in una clinica psichiatrica con un bel bernoccolo in testa, ma si ritrova a fianco Emily, che è stata proprio lei a rinchiuderla. Emily ha cambiato tutto, mentendo al dottore e dicendogli che da mesi Victoria le diceva di essere Amanda Clarke, di averla trovata scavare sulla tomba di David e di averla aggredita. Ovviamente, il dottore le crede. Emily si è alleata con Michelle per rinchiudere definitivamente Victoria in una clinica psichiatrica. Michelle prova al dottore le ossessioni di Victoria e il fatto che sia affetta da una grave psicosi. Emily dice addio a Victoria e se ne va. Sia per Conrad che per Victoria Grayson è finita, dopo che Conrad è stato messo dietro alle sbarre ed è stato quindi riabilitato il nome di David Clarke ma poi evaso e ucciso dallo stesso David, ritornato dall'aldilà, e che Victoria è stata dichiarata pazza. Ora Emily ha finalmente terminato la sua vendetta...
- Guest star: Barry Sloane (Aiden Mathis), Karine Vanasse (Margaux LeMarchal), Henri Esteve (Javier Salgado), Daniel Zovatto (Gideon LeMarchal), Amy Landecker (Michelle Banks), James Tupper (David Clarke), Emily Alyn Lind (Amanda Clarke da giovane), Linc Hand (Kurt Renner), Scott Alan Smith (Dr. Johnson).